# Hohenlimburg

Stadt an der Lenne

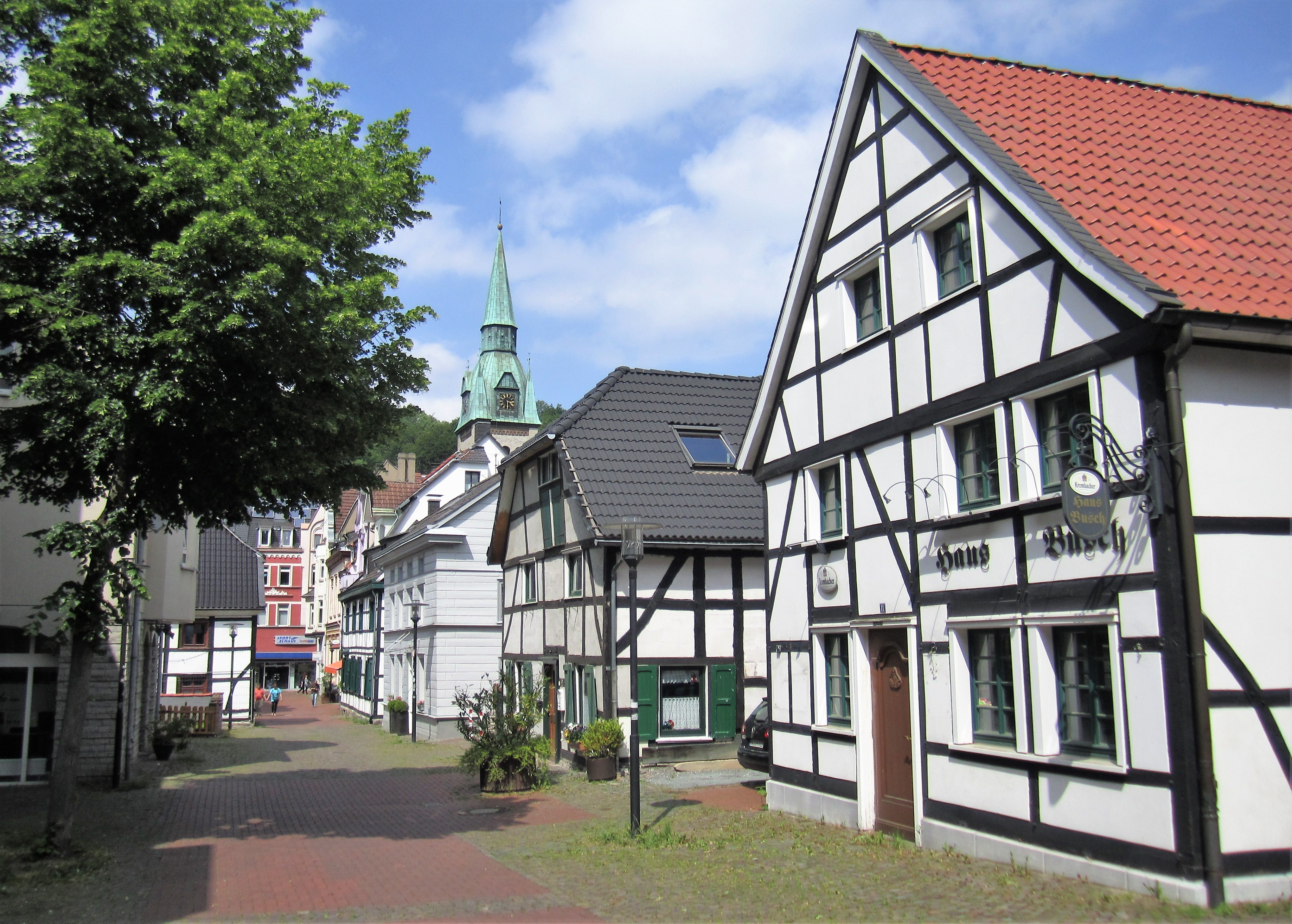
Lohmannstraße in der Innenstadt

Hohenlimburg ist ein Stadtteil der kreisfreien Großstadt Hagen an der Schwelle vom östlichen Ruhrgebiet zum Sauerland, eine ehemalige kreisangehörige Stadt des 1975 aufgelösten Kreises Iserlohn und früherer Residenzort der 1808 bzw. 1817 aufgehobenen Grafschaft Limburg. Im Jahr 2024 hatte Hohenlimburg 24.028 Einwohner.
Die frühere Stadt Hohenlimburg und die ehemalige Grafschaft Limburg blicken auf eine besonders reiche, vielfältige und alte Geschichte zurück. Überregional bekannt ist Hohenlimburg für sein Schloss, für die dort entstandene Kaltwalzindustrie sowie für bedeutende archäologische Funde, die seit dem 19. Jahrhundert im Lennetal gemacht werden.
Mit „Hohenlimburg“ ist im Sprachgebrauch meistens der gleichnamige „statistische Bezirk“ Hagens gemeint, da der „Stadtteil Hohenlimburg“ offiziell nur die Innenstadt beinhaltet. Zum statistischen Bezirk Hohenlimburg gehören die Stadtteile Elsey, Hohenlimburg (Innenstadt), Holthausen, Wesselbach, Oege, Nahmer, Reh und Henkhausen. Dieser bildet zusammen mit dem statistischen Bezirk Lennetal (Berchum, Halden und Herbeck) den Hagener „Stadtbezirk Hohenlimburg“.

## Geologie und Natur
In der Umgebung von Hohenlimburg gibt es große Vorkommen von Massenkalk aus dem Devon. Auf ihm wachsen Kalkbuchenwälder mit Beständen von Waldmeister und Orchideen, die als Naturschutzgebiete ausgewiesen wurden, wie z. B. am Weißenstein oder Steltenberg.
Neben den Kalkfelsen mit Felsspaltenvegetation bestehen mehrere alte Karsthöhlenrelikte, darunter die Hünenpforte, aus denen bedeutende archäologische Funde bekannt sind. Das führt zu Interessenkonflikten mit dem Unternehmen Rheinkalk und seiner Niederlassung in Hagen-Halden, das im Steinbruch Donnerkuhle Kalkstein und insbesondere Dolomit abbaut.
In Steinbrüchen und Aufschlüssen in und um Hohenlimburg werden zum Teil seltene Fossilien aus dem Paläozoikum, besonders aus dem mittleren Devon, entdeckt. Wesentliche paläontologische und geologische Funde aus Hohenlimburg und Umgebung werden im Wasserschloss Werdringen ausgestellt.

## Geschichte

### Ur- und Frühgeschichte

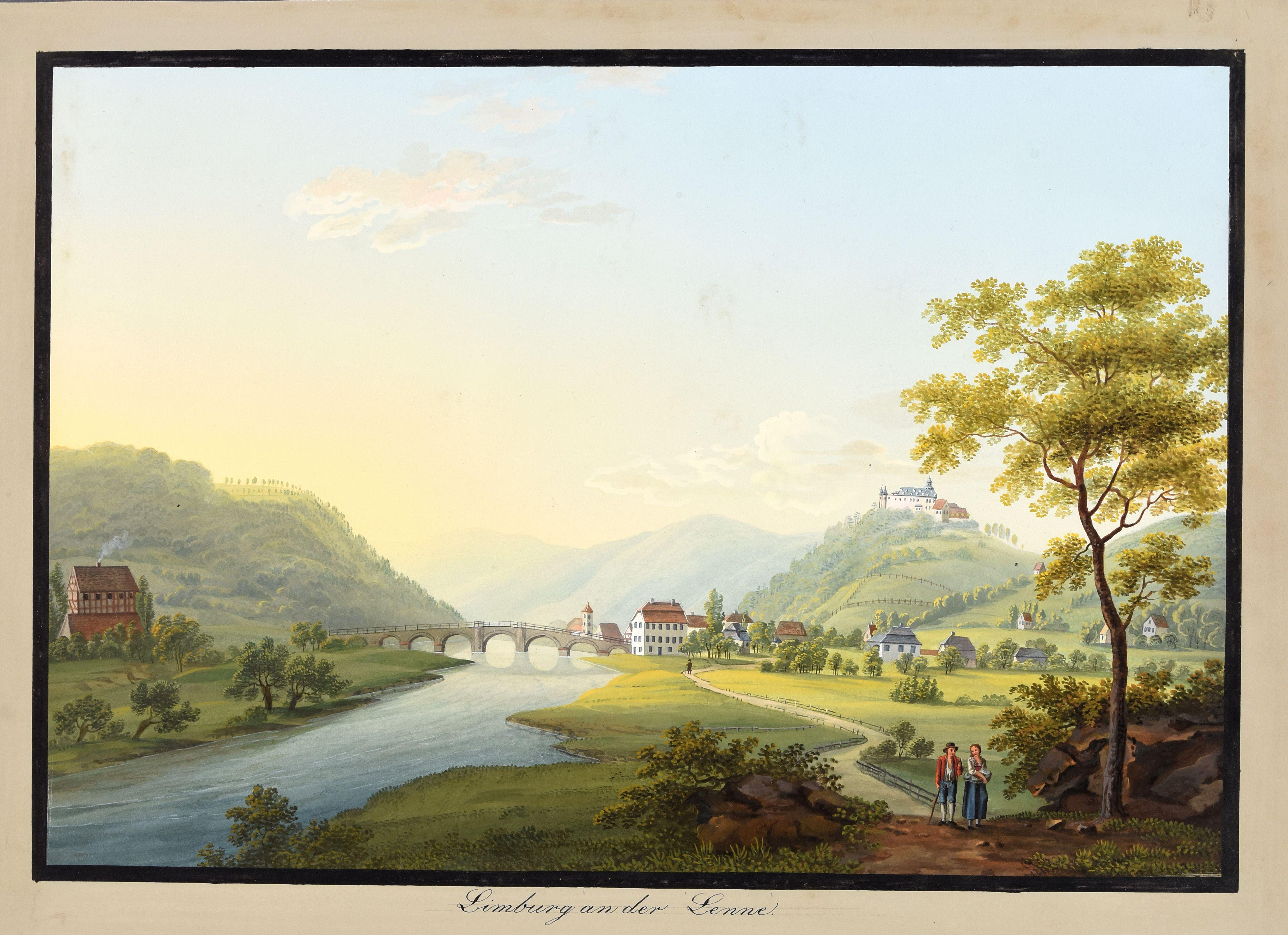
Bleuler, ca. 1810

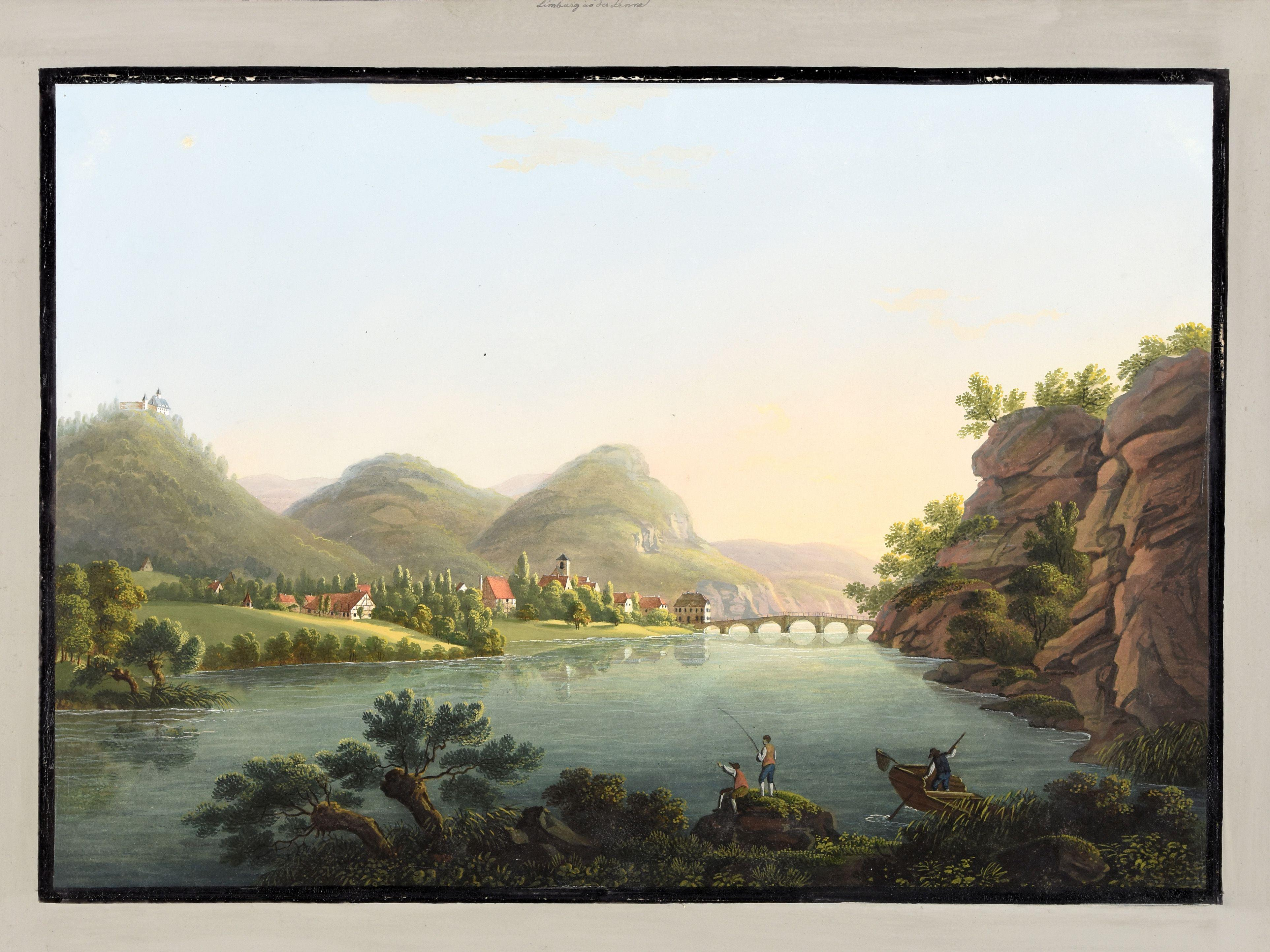
Bleuler, ca. 1810

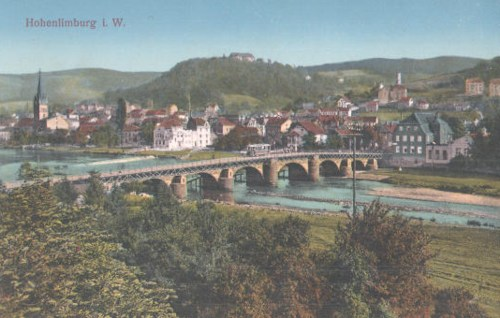
Hohenlimburg an der Lenne mit dem Schlossberg um 1915

Das frühere Stadtgebiet Hohenlimburgs im Lennetal wurde schon früh von Menschen bewohnt, wahrscheinlich bereits zur Zeit des Neandertalers, wie einzelne Steinwerkzeuge andeuten.
In Höhlen, wie in der Oeger Höhle, oder unterhalb der Raffenburg und an der sagenumwobenen Hünenpforte (nicht in Hohenlimburg, sondern im zu Hagen gehörenden Holthausen), sowie auch auf Flussterrassen entdeckte man Steinwerkzeuge und Keramikscherben von der späten Altsteinzeit bis in die Eisenzeit.
In Blickweite von Hohenlimburg, in einem Seitental der Lenne bei Holthausen, wurden in der tiefen „Blätterhöhle“ Knochenfunde von steinzeitlichen Menschen gemacht, darunter auch die Skelettreste von mindestens zwei der frühesten anatomisch modernen Menschen in Westfalen und im Ruhrgebiet. Diese menschlichen Überreste sind nach Radiocarbonanalysen an den Universitäten in Kiel und Oxford über 10.700 Jahre alt und stammen aus dem frühen Mesolithikum. In Europa gehören sie zu den wenigen überlieferten Menschenresten aus diesem Zeitabschnitt. Die Forschungen sind noch nicht abgeschlossen; die Ausgrabungen in der mit zahlreichen weiteren Skelettresten und anderen Funden gefüllten Höhle haben begonnen. All dies liegt allerdings auf Gebiet, das nie zu Hohenlimburg gehörte.
In der gleichen Höhle wurden auch zahlreiche Skelettreste von Menschen aus der Zeit der Michelsberger Kultur entdeckt, darunter das fast vollständige Skelett einer jungen Frau im Alter von 17 bis 22 Jahren. Untersuchungen ergaben ein Alter von rund 5600 Jahren; die Funde datieren also in die Zeit um 3600 v. Chr. Diese jungsteinzeitlichen Menschenreste, die vermutlich zu Bestattungen gehören, zählen in Europa zu den seltenen archäologischen Relikten. Die Funde werden seit 2004 von einem internationalen Wissenschaftlerteam erforscht und sind anhand von ausgewählten Objekten im Museum für Ur- und Frühgeschichte Wasserschloss Werdringen zu sehen.
Von überregionaler Bedeutung sind auch die Stein- und Geweihgeräte aus dem Ende des Magdalénien sowie Keramikgefäße der jungsteinzeitlichen Rössener Kultur, die in der Oeger Höhle entdeckt wurden. Die Oeger Höhle liegt gegenüber dem alten Hohenlimburger Stadtkern. Noch zu Beginn des 19. Jahrhunderts befand sich die Höhle direkt an der Lenne und war schwer zugänglich.
Aus der Römischen Kaiserzeit stammen Funde einer „germanischen“ Siedlung sowie aus der Völkerwanderungszeit und dem Frühmittelalter mehrere Münzen sowie Bronze- und Keramikobjekte.
Wesentliche archäologische Funde aus Hohenlimburg und Umgebung werden im Museum für Ur- und Frühgeschichte Wasserschloss Werdringen gezeigt.

### Mittelalter

#### Gründungsphase – am Anfang stand ein Totschlag

Straßenimpression in Hohenlimburg

Ausgangspunkt der Geschichte der Stadt und der Grafschaft Limburg ist die Ermordung des Kölner Erzbischofs und Reichsverwesers Engelbert II. von Berg 1225 in einem Hohlweg bei Gevelsberg durch Graf Friedrich II. von Altena-Isenberg, der eine Opposition westfälischer Adeliger gegen Kurköln anführte. Graf Friedrich wurde 1225 mit dem päpstlichen Kirchenbann und der Reichsacht belegt sowie nach seiner Ergreifung 1226 vor dem Severinstor in Köln gerädert; sein Besitz wurde von Kurköln und den Grafen von der Mark als „herrenloses Lehen“ eingezogen.
Sein Sohn, Dietrich I. von Altena-Isenberg (später nannten er und seine Nachfahren sich nur noch „von Limburg“), versuchte sein Erbe von seinem Onkel, Graf Adolf I. von der Mark, zurückzuerhalten. Ab 1232 sind verschiedene Quellen nachgewiesen, darunter auch Beschwerden des Kölner Erzbischofs an den Papst, die von „Angriffen“ der „Söhne“ des hingerichteten Grafen Friedrich II. von Isenberg berichten. Hinweise auf das spätere Territorium an der Lenne und auf die Burg enthält diese Quellenüberlieferung nicht.
Anscheinend nicht vor 1240 ließ Graf Dietrich I. von Isenberg eine Burg, das spätere Schloss Hohenlimburg, im unteren Lennetal errichten. Nach mehrjährigen Auseinandersetzungen („Isenberger Wirren“) wurde 1243 zwischen den Grafen von der Mark und Graf Dietrich von Isenberg ein Friedensvertrag abgeschlossen. Graf Dietrich hatte die Burg an seinen Onkel, Herzog Heinrich IV. von Limburg, überschrieben und erhielt sie als Lehen zurück. Das 1930, 1980 und 2005 in Hohenlimburg als „Stadtjubiläum“ gefeierte Jahr 1230 ist historisch nicht belegt und beruht auf Spekulationen der örtlichen Heimatforschung.
Das Gebiet zwischen unterer Lenne und ihrer Mündung in die Ruhr unterhalb der Hohensyburg entwickelte sich zum Territorium der Grafschaft Limburg. Im Norden, Süden und Westen wurde das Gebiet von der Grafschaft Mark, im Osten durch das kurkölnische Territorium begrenzt.

#### Geschichte – Dichtung und Wahrheit
Der örtliche Heimatverein in Hohenlimburg feierte 1930 und 1980 aufwändig das 700- bzw. 750-jährige Jubiläum von Burg und Stadt. Im September 2005 ist eine Jubiläumsfeier anlässlich des „775jährigen Stadtjubiläums“ veranstaltet worden. Die Feierlichkeiten beruhen auf Fehlinterpretationen und Irrtümern. Hohenlimburg als Ort entstand nachweislich erst in der Frühen Neuzeit. Das als „Jubiläumsjahr“ angesehene Jahr 1230 ist völlig willkürlich gewählt und besitzt keine belegbare historische Grundlage. Hohenlimburg bzw. Limburg tauchte erst 1242 und 1243 zum ersten Mal in Schriftquellen auf. Vorher gibt es keinen einzigen Hinweis auf einen solchen Ort und die Burg. Die Erwähnungen von 1242 und 1243 beziehen sich ausschließlich auf die Burganlage; einen Hinweis auf eine Siedlung und auf die Existenz einer Grafschaft enthalten diese Quellen ebenfalls nicht. Die Bezeichnung als Suburbium in einer dieser Quelle ist nicht, wie ein Iserlohner Heimatforscher aufgrund einer Fehlübersetzung mehrfach behauptet hat, der Hinweis auf eine Siedlung oder gar Stadt, sondern bezieht sich auf die Vorburg der „Limburg“. Interessant ist, dass in Hohenlimburg die Wiederkehr der wirklichen „Jubiläen“, zum Beispiel in den Jahren 2002 und 2003, nicht gefeiert wurde.
Eine mittelalterliche Siedlung oder gar stadtähnliche Ortschaft, wie sie von einigen Heimatforschern unterhalb der Burganlage vermutet wird, ist nicht nachgewiesen. Die Bezeichnung „Limburg“ bzw. „Hohe Limburg“, wie sie in Schriftquellen anzutreffen ist, bezog sich bis Anfang des 17. Jahrhunderts ausschließlich auf die Burg; anzunehmen ist lediglich eine kleine Ansiedlung direkt im Vorfeld der Burganlage, z. B. in der Form einer Vorburg. Das entspricht auch vergleichbaren Situationen im Vorfeld von anderen mittelalterlichen Burgen.
Die angeblichen und wiederum von dem Heimatforscher Wilhelm Bleicher postulierten Marktrechte von 1252, die Graf Dietrich I. aus politischen Bündnisgründen durch König Wilhelm von Holland verliehen erhielt, bezogen sich nach sorgfältiger Prüfung durch ausgebildete Fachhistoriker und der bekannten Quellenüberlieferung nicht auf eine Siedlung in der Grafschaft Limburg, sondern auf den gesamten Territorialbesitz der Grafen von Limburg und dabei eher auf die Herrschaft Styrum bei Mülheim an der Ruhr, wo seit dieser Zeit tatsächlich ein Markt belegt ist. Die Erwähnung von „Marktrechten“ ist zudem nur als nachträglich erstellte Abschrift einer Urkunde von 1442 belegt. Diese Urkunde besaß einen bestimmten politischen Hintergrund, so dass weitere Schlussfolgerungen auf die Verhältnisse im 13. Jahrhundert problematisch sind.

#### Burgen, Adelssitze und ein Kloster

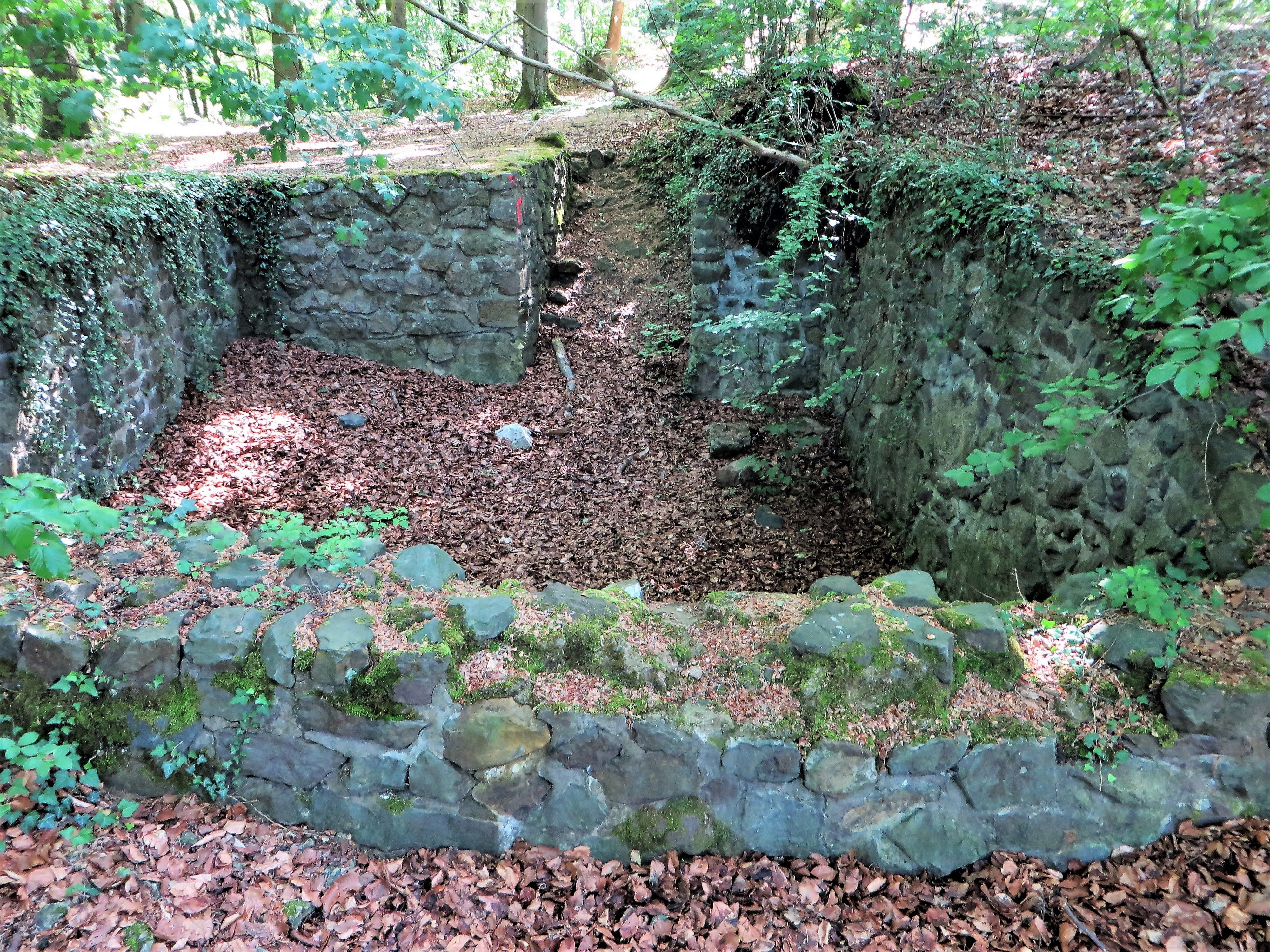
Mauerreste der Raffenburg

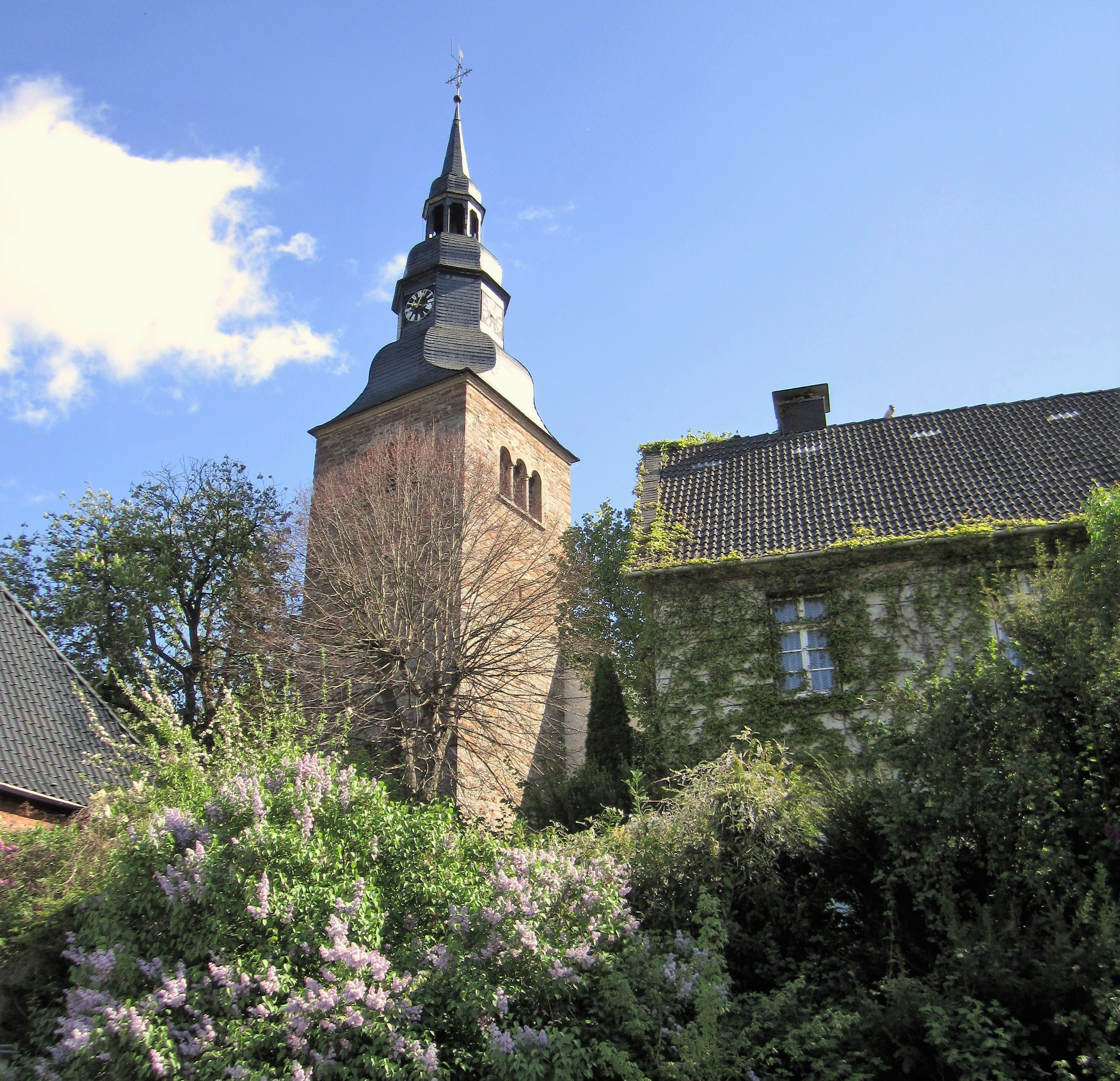
Historischer Stiftsbereich Elsey

Zum Territorium Kurkölns gehörte die dem heutigen Schloss Hohenlimburg benachbarte Raffenburg bei Hohenlimburg, bis diese 1288 durch Truppen der Grafen von der Mark im „Limburgischen Erbfolgekrieg“ erobert und zumindest in Teilen zerstört wurde. Heute zählt die Ruine mit ihren umfangreichen Siedlungsbefunden zu den archäologisch bedeutendsten Burganlagen in Westfalen. Archäologische Funde von der Raffenburg und weiteren Burganlagen der Region werden im Wasserschloss Werdringen gezeigt.
Oberhalb des Schlosses Hohenlimburg befinden sich die Wallanlagen der „7 Gräben“, eine Turmhügelburg, die nach archäologischen Funden im 13. Jahrhundert existierte, von ihrer Bauform jedoch aus dem 12. Jahrhundert stammen könnte. Da diese Burganlage, für deren Errichtung eine gewisse Zeit benötigt wurde, in historischen Quellen keine Überlieferung findet, sind weitergehende Überlegungen zur Datierung und ihrem Zusammenhang spekulativ.
Auf dem der Hohenlimburg gegenüberliegenden Ufer der Lenne existierte um 1220 in Elsey ein Frauenkloster, das im 17. Jahrhundert als adeliges Damenstift bis 1811 fortbestand. Das Kirchspiel Elsey mit der in den ältesten Bauteilen romanischen Hallenkirche entwickelte sich im Verlauf des 13. Jahrhunderts. Angebliche Hinweise auf eine karolingische Kirchen- und Klostergründung, die der Heimatforscher Wilhelm Bleicher 2003 zu erkennen glaubte und in einem Aufsatz sogar veröffentlicht hatte, sind in das Reich der Fabel zu verweisen. Bekannt sind lediglich einzelne archäologische Streufunde aus dieser Zeit, darunter eine karolingische Münze, die ohne Baubefunde oder sonstige Zusammenhänge, z. B. ein Grabbefund, keine große Aussagekraft besitzen. Größere Rekonstruktionen aus den wenigen Befunden aus dem Spätmittelalter und der Frühen Neuzeit sind höchst spekulativ.
In Berchum und Oege lassen sich für das 13. Jahrhundert kleinere Adelssitze in Form von „festen Häusern“ bzw. Turmburgen anhand von Schriftquellen und Gebäuderesten nachweisen. Zur Grafschaft Limburg gehörten bis zu ihrer Auflösung im Mai 1808 auch Letmathe, Oestrich und Hennen, heute Stadtteile von Iserlohn, sowie Ergste, das nun ein Ortsteil von Schwerte ist.
Burgen und Schlösser in der Grafschaft Limburg

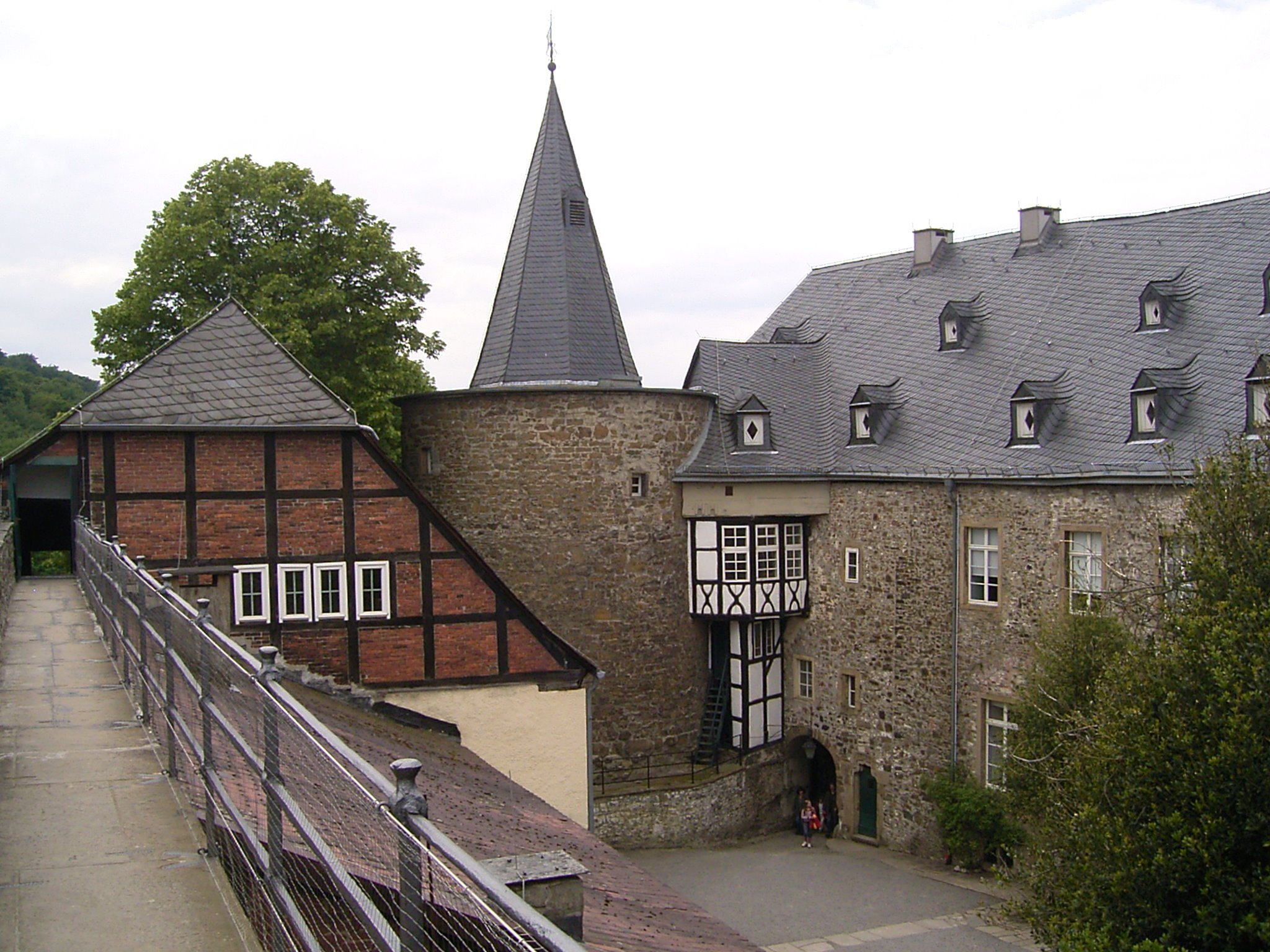
Schloss Hohenlimburg

- Burg Gerkendahl, auch Haus Gerkendahl genannt, ist eine abgegangene Wasserburg am Abbabach im Stadtteil Hennen der Stadt Iserlohn, Nordrhein-Westfalen
- Franzosenschanze, Ringwallanlage aus dem 13. Jahrhundert auf dem Piepenbrink in Hohenlimburg bei Hagen
- Haus Berchum (Ruine)
- Haus Hennen
- Haus Oege, Wasserburg, verschwunden
- Haus Ohle bei Hennen, jetzt Stadt Iserlohn
- Oestricher Burgberg bei Oestrich, jetzt Stadt Iserlohn
- Schloss Hohenlimburg, frühere Höhenburg auf dem sogenannten Schlossberg im Hagener Stadtteil Hohenlimburg
- Sieben Gräben, abgegangene Wallburg in Hohenlimburg auf der linken Seite der Lenne auf dem Schleipenberg

### Landesherrschaft

Das Wappen der Grafschaft Limburg

Eine genaue und nachprüfbare genealogische Abfolge der Grafenhäuser ist schwierig. Regierende Häuser der Grafschaft Limburg waren:
- Grafen von (Isenberg-)Limburg (1242 bis 1508), dann erloschen, durch Erbfolge und Vertrag 1460 zur Hälfte an:
- Grafen von Neuenahr-Alpen (1542 bis 1592)
- Grafen von Limburg-Broich (bis 1510), durch Erbfolge zur Hälfte an:
- Grafen von Daun-Falkenstein (1508 bis 1542), durch Heirat nunmehr vollständig an:
- Grafen von Neuenahr-Alpen (1542 bis 1592), dann erloschen, durch Erbfolge an:
- Grafen von Bentheim (ab 1592)
  - Linie Bentheim-Limburg (1610 bis 1626), dann erloschen
  - Linie Bentheim-Alpen (1626 bis 1629), dann erloschen
  - Linie Bentheim-Tecklenburg (1629 bis 1817)

Standesherrschaftliche Rechte (zum Beispiel Gerichtsbarkeit) verblieben in der Zeit von 1817 bis 1834 bzw. 1848 bei den Fürsten von Bentheim-Tecklenburg. Die Schlossanlage und umfangreicher Grundbesitz in Hohenlimburg befinden sich noch heute im Eigentum des Fürstenhauses Bentheim-Tecklenburg. Auch die Limburger Archivbestände verblieben beim Fürstenhaus, so dass heute im Fürstlichen Archiv Rheda über 1000 Urkunden, 3000 Akten und rund 100 Karten und Pläne aus acht Jahrhunderten verwahrt werden. Das Archivgut kann über das LWL-Archivamt für Westfalen in Münster genutzt werden.

### Frühe Neuzeit

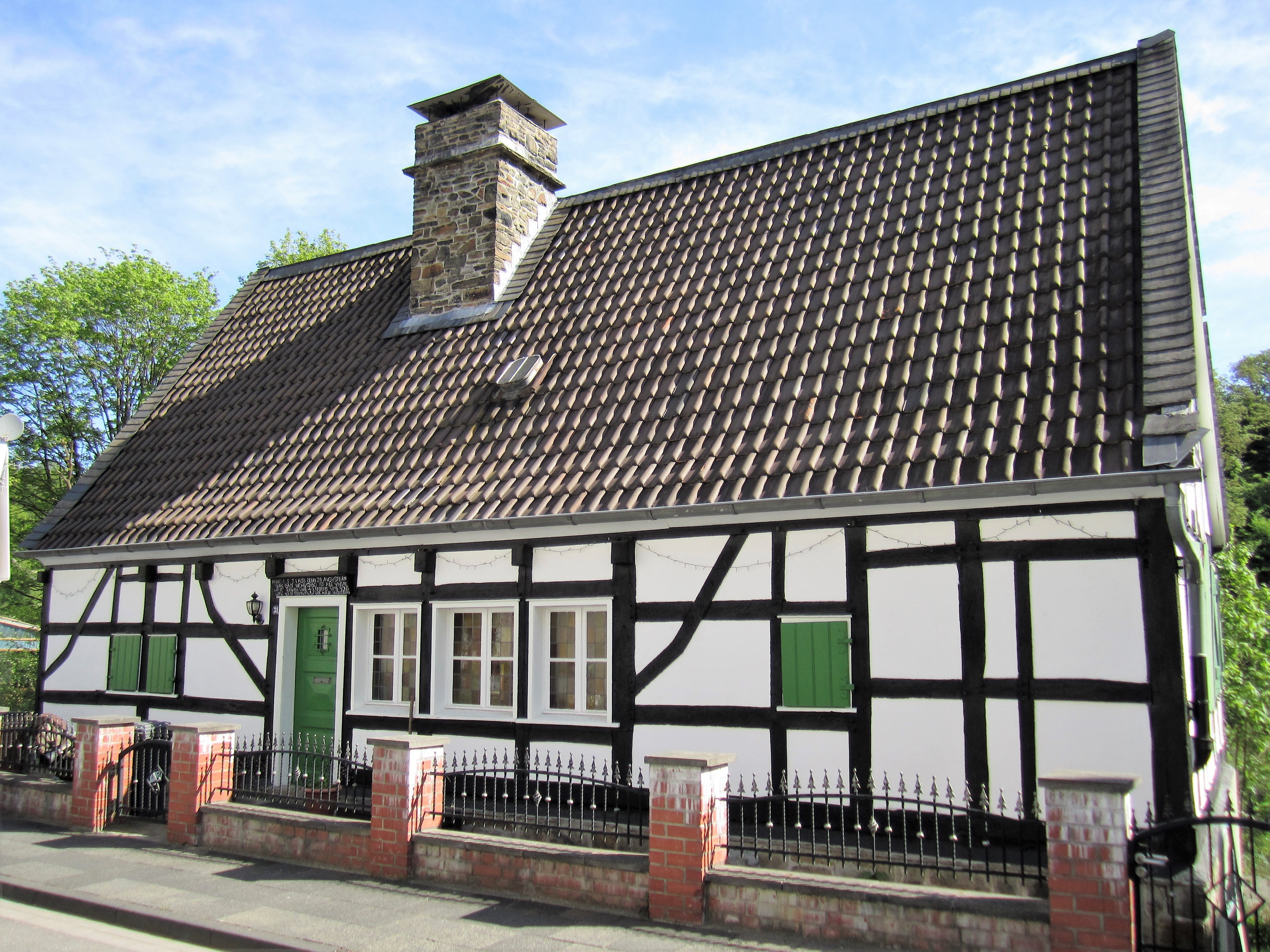
Der Kupferhammer von 1571, ältester Zeitzeuge Hohenlimburger Industriegeschichte

Im „Kölnischen Krieg“ (auch: „Truchsesssche Wirren“) wurde die Hohenlimburg 1584 durch Truppen des Erzbischofs Ernst von Bayern sowie des Kaisers sechs Wochen lang belagert und schließlich erobert. Die Burg und die Grafschaft wurden bis 1610 besetzt gehalten. Der letzte Vertreter des Grafenhauses von Neuenahr und Moers, Graf Adolf, war 1589 bei einer Sprengstoffexplosion im Rathaus von Arnheim ohne Nachkommen ums Leben gekommen.
Die Grafschaft Limburg und ihre Besitztümer fiel 1592 an die Grafen von Bentheim, dessen Familienoberhaupt, Graf Arnold, mit der einzigen Schwester Graf Adolfs, Magdalena von Neuenahr, verheiratet war. Erst 1610 und nach Vermittlung des befreundeten nassau-oranischen Herrscherhauses konnten die Grafen von Bentheim die Regentschaft in dem ererbten Territorium antreten. Im Zuge des Landesausbaues unter diesem Grafenhaus entwickelte sich auch eine größere Ansiedlung unterhalb des Schlosses, die im Verlauf des 17. Jahrhunderts zum Zentralort in der Grafschaft Limburg wurde.
Bis zu Beginn des 18. Jahrhunderts blieb die Grafschaft Limburg ein bergisches Lehen. Unter Graf Moritz I. zu Bentheim-Tecklenburg setzte seit 1650 ein allmählicher Prozess der Loslösung von der bergischen Lehnshoheit ein. Zuvor hatten die Kurfürsten von Brandenburg als Erbfolger der Grafen von der Mark und später auch des bergischen Herzogtums mehrfach Besitzansprüche an die Grafschaft Limburg angemeldet, zuletzt 1648/49 in massiver Form und unter Androhung militärischer Maßnahmen.
Nur das Eingreifen des einflussreichen Fürsten Johann Ludwig von Nassau-Hadamar, Bruder von Gräfinwitwe Johannetta Elisabeth zu Bentheim-Limburg, Rat am kaiserlichen Hof sowie kaiserlicher Bevollmächtigter auf den Friedensverhandlungen von 1645 bis 1648 in Münster und Osnabrück, konnte eine Annexion verhindert werden. Erst 1729 gelang es Graf Moritz Casimir I. von Bentheim-Tecklenburg, die Grafschaft vom Königreich Preußen, das die Erbfolge der Herzöge von Berg angetreten hatte, zu lösen und eine reichsunmittelbare Stellung zu erreichen.
Gräfinwitwe Johannetta Elisabeth, eine geborene Gräfin von Nassau-Dillenburg, eine Tochter des reformationsgeschichtlich bedeutsamen Johann VI. und Nichte Wilhelm des Schweigers, regierte bis zu ihrem Tod 1652 die Grafschaft vormundschaftlich zunächst für ihren Sohn Wilhelm (* 1617; † 1626), danach für ihren Neffen Moritz I. von Bentheim-Tecklenburg. Ihr politisches Geschick sowie ihre weit reichenden familiären Beziehungen konnten vor allem während des Dreißigjährigen Krieges die Grafschaft Limburg für das Grafenhaus Bentheim erhalten. Dennoch wurde Schloss Hohenlimburg 1633–1636 von kaiserlichen Truppen besetzt. Bei ihrem Abzug im Spätherbst 1636 brannten Teile des unteren Schlosses nieder.

### Eine Freiheit – keine Stadtrechte

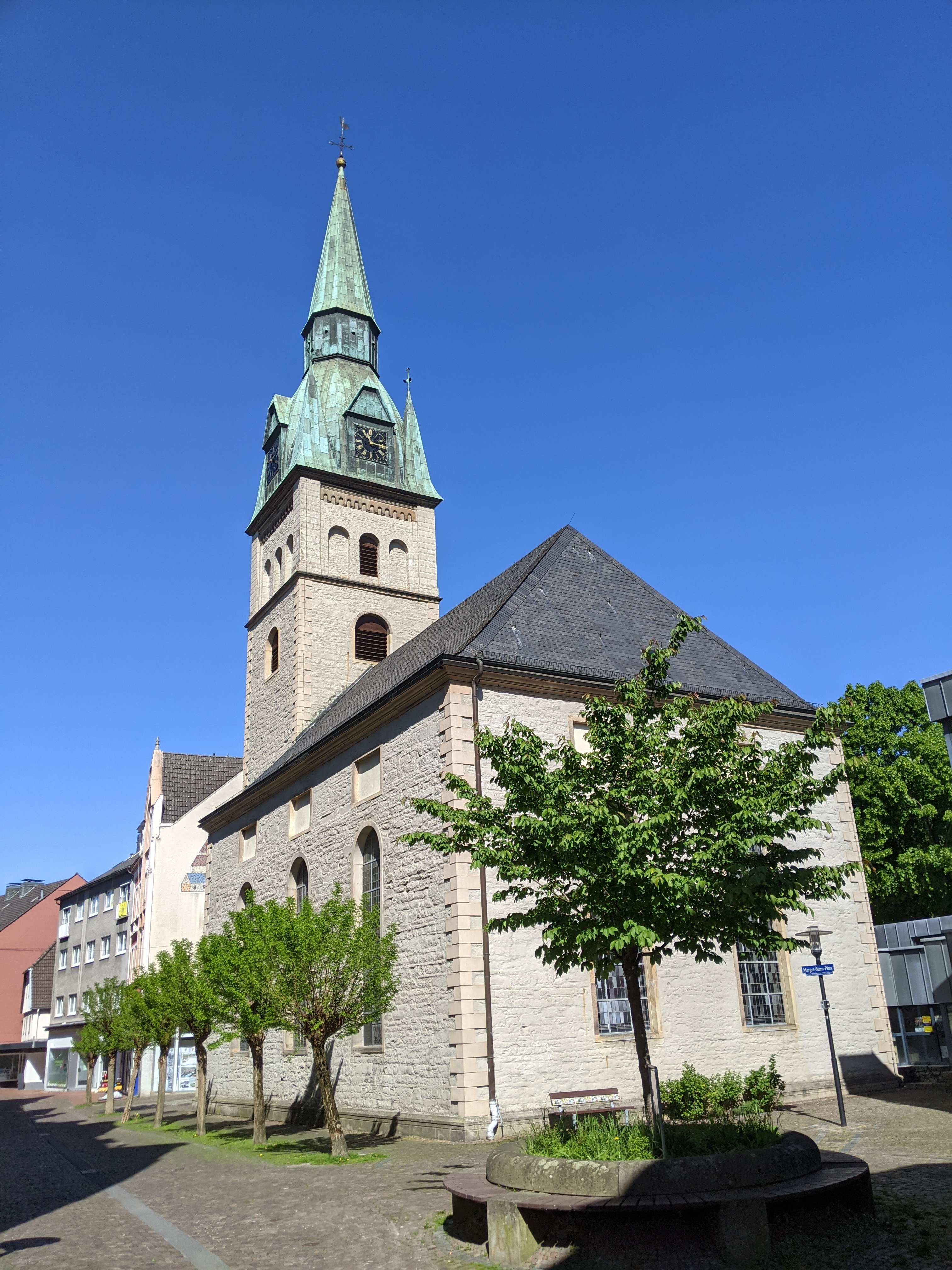
Reformierte Kirche Hohenlimburg mit Margot-Stern-Platz

Seit dem frühen 17. Jahrhundert wurde Limburg als Freiheit bezeichnet. Die Bewohner der kleinen Ortschaft unter dem Schlossberg besaßen demnach bestimmte Rechte, die von der Landesherrschaft bestätigt wurden. 1709 verlieh Graf Friedrich Moritz von Bentheim-Tecklenburg der Ortschaft erweiterte Freiheitsrechte. Hintergrund dieser nicht als Stadtrecht, wie in vielen Veröffentlichungen von Heimatforschern zu lesen ist, zu deutenden Verleihung von Privilegien war die Förderung der Wirtschaft, besonders der sich entwickelnden Drahtproduktion, und der Selbstverwaltung.
Die Bitte um erweiterte Rechte waren zuvor von den Einwohnern der Ortschaft an den Landesherrn herangetragen worden. Da die Grafschaft Limburg damals nicht reichsunmittelbar bzw. von einem Lehen unabhängig war, konnte Graf Friedrich Moritz der Ortschaft keine Stadtrechte verleihen. Dazu hätte er den Lehnsherrn, die Kurfürsten von Brandenburg-Preußen, um Erlaubnis fragen müssen.
Da die Grafen zu Bentheim-Tecklenburg Anfang des 18. Jahrhunderts durch den jahrelangen Rechtsstreit mit dem Haus Solms-Braunfels um den Besitz der Grafschaft Tecklenburg hoch verschuldet waren, entsprachen sie gern der Bitte ihrer „Untertanen“, da sie sich höhere Einnahmen an Steuern und Abgaben erhofften. Dieser wirtschaftliche Hintergrund ist auch aus der Urkunde ablesbar; sie befindet sich heute im Original in der Dauerausstellung des Historischen Centrums Hagen ausgestellt.
Aus ähnlichen Gründen betrieb das Grafenhaus auch die Ansiedlung von jüdischen Familien in Limburg und in ihrer Grafschaft, um von den Juden hohe Schutzgelder und weitere Abgaben einzunehmen. So lebten allein in der kleinen Freiheit Limburg am Ende des 18. Jahrhunderts auf die Einwohnerzahl umgerechnet mehr Juden als z. B. in Iserlohn, die damals zu den größten Städten in Westfalen zählte.
Die wirtschaftliche Entwicklung Limburgs im 18. Jahrhundert wurde durch die Herstellung von Feindraht bestimmt. Darin waren die Limburger Drahtrollen so erfolgreich, so dass sie in Konkurrenz zum mächtigen Iserlohner Drahtstapel standen. Bereits in der zweiten Hälfte des 17. Jahrhunderts bezog das Handelshaus Harkort in Haspe bei Hagen große Mengen Limburger Draht. Der „Kratzendraht“ wurde bei der Weiterverarbeitung von Wolle und bei der Herstellung von Tuch benutzt.
Zwischen 1720 und 1756 war Schloss Hohenlimburg die Hauptresidenz der Grafen von Bentheim-Tecklenburg. Unter Graf Moritz Casimir I. entfaltete sich ein höfisches Leben. Das Schloss wurde umgebaut. Im Vorfeld entstand eine weitläufige Gartenanlage, die gegenwärtig wieder rekonstruiert wird. Im Ort Limburg gab es Hofbäcker, einen Hofpulverhornmacher und einen Hofbüchsenmacher, einen Hofprediger und weitere Personen, die mehr oder weniger von der gräflichen Hofhaltung abhängig waren. Vom Staatsrechtler Johann Stephan Pütter, der für rund drei Jahre durch den Hofprediger Stolte unterrichtet wurde, ist eine Schilderung überliefert.
Auch der Scharfrichter, der bereits im frühen 17. Jahrhundert in Limburg nachzuweisen ist und auch die Abdeckerei in der Grafschaft unterhielt, gehörte zu den gräflichen Bediensteten. Auf dem Schloss befand sich eine Kompanie Soldaten, die Wachfunktion übernahmen.

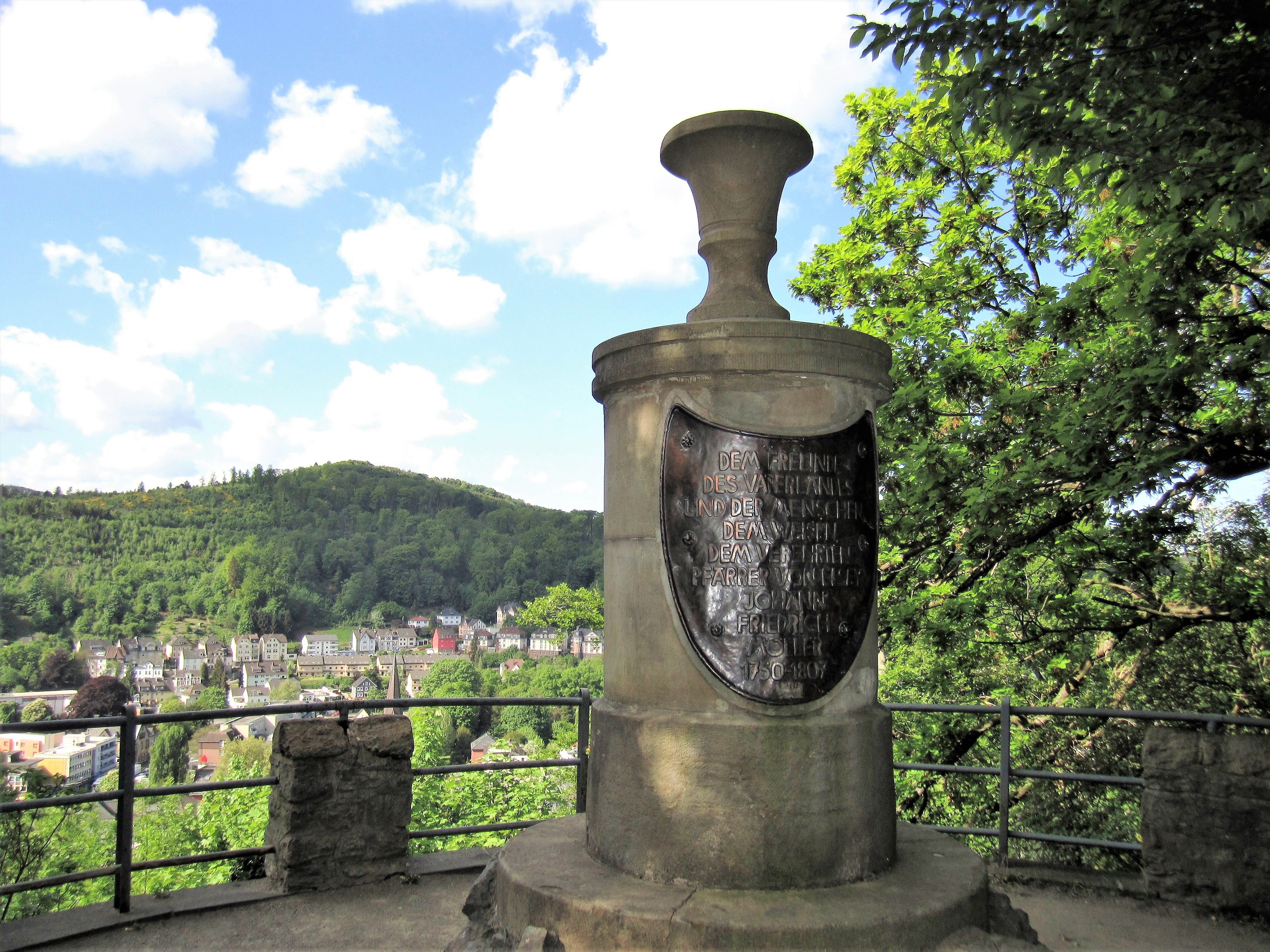
Möllerdenkmal am Burgweg

Im benachbarten freiweltlichen Damenstift Elsey war der Pfarrer Johann Friedrich Möller (1750–1807) tätig. Möller gehörte damals zur intellektuellen Führungsschicht in Westfalen und machte sich durch zahlreiche Publikationen als Historiker, Theologe und Staatskundler einen Namen. In einer von ihm 1806 verfassten Denkschrift der märkischen Führungsschicht an den preußischen König Friedrich Wilhelm III. wandte sich Möller gegen eine Abtretung der preußischen Westprovinzen an Frankreich. Zu seinen Lebzeiten war das zur Grafschaft Mark gehörende Elsey allerdings vollkommen unabhängig von Hohenlimburg.
Im April 1814 errichtete die Bürgerschaft Limburgs und der Grafschaft Mark zur Erinnerung an Johann Friedrich Möller ein Denkmal auf dem „Klippchen“ oberhalb des Lennetales. Von der Intention, die man bei der Errichtung mit Möller verknüpfte, zählt dieses Denkmal zu den frühesten Monumenten, die zur Erinnerung an die Befreiungskriegen errichtet wurden.

### 19. Jahrhundert

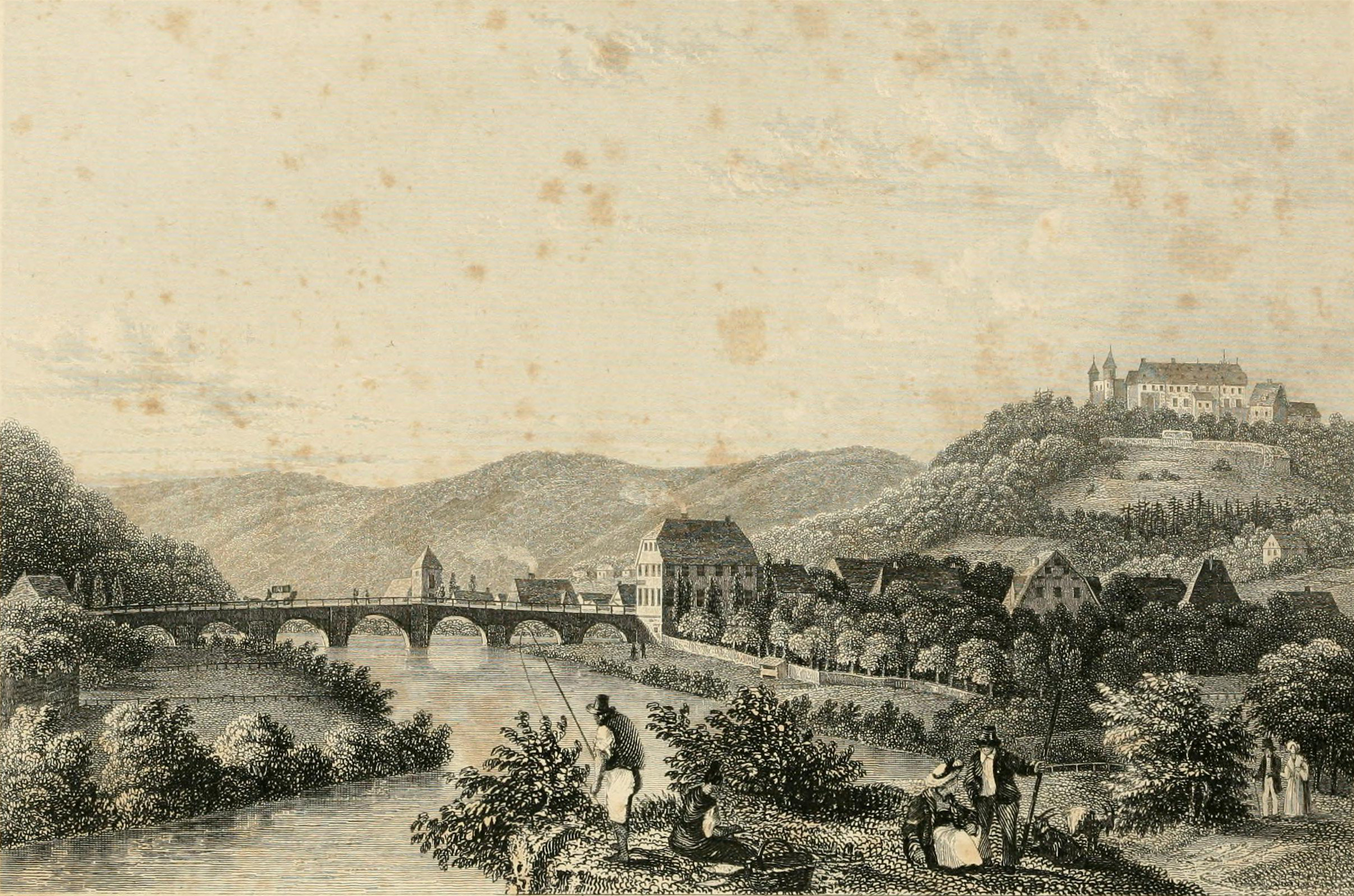
Stahlstich aus „Das malerische und romantische Westphalen“

In der ersten Hälfte des 19. Jahrhunderts war Hohenlimburg aus einem damals weit verbreiteten historisierenden Blickwinkel das Zentrum einer „romantischen Geschichtslandschaft“. Das Erscheinungsbild der kleinen Ortschaft am Fuße des Schlossberges wurde durch den so genannten Heidelbergblick (Lennebrücke und Ortschaft im Tal, darüber das Schloss) geprägt. 1841 hatte Ferdinand Freiligrath im Buch Das malerische und romantische Westphalen (Leipzig 1841; die Vorlagen für die Stahlstiche fertigte der Hagener Maler Carl Schlickum an) die kleine Gemeinde als „Westfälisches Heidelberg“ gerühmt. Im frühen und mittleren 19. Jahrhundert war Hohenlimburg daher das Ziel zahlreicher Kunstmaler, die zum Teil von den Kunstakademien in Berlin und Düsseldorf kamen.
Doch wurde das romantische Erscheinungsbild (Hohen-)Limburgs immer mehr durch Schornsteine und Fabriken verdrängt. Im 19. Jahrhundert begann auch im Lennetal die Industrialisierung.
Die hauptsächlich für den Export arbeitenden Drahtrollen in Limburg sowie in den Tälern von Nahmer und Wesselbach wurden durch die Kontinentalsperre Englands gegen Napoleon schwer getroffen. Bis 1813 mussten zahlreiche Betriebe aufgegeben werden.
Nach 1813 kam es zu einer wirtschaftlichen Belebung. Der Limburger Drahtproduzent Bernhard Boecker lieferte u. a. 1817 und 1818 zur Herstellung der Sicherheitsgrubenleuchte spezielle Drahtgewebe an den englischen Chemiker Sir Humphry Davy. Drahtgewebe, auch für Fenster, stellten bis zum Ende des 19. Jahrhunderts ein Hauptgewerbezweig der lokalen Industrie dar.
In der ersten Hälfte des 19. Jahrhunderts entstanden auch größere Stofffärbereien und Stoffdruckereien, wie die Firma Nettmann in Elsey und das Unternehmen Moritz Ribbert, das 1938 in die Aktiengesellschaft Göcke & Sohn aufging (1972 geschlossen; umfangreiche Archivbestände und zahlreiche historische Exponate befinden sich im Historischen Centrum Hagen).
Von großer wirtschaftlicher Bedeutung war die seit 1828 durch Johann Peter Hüsecken entstandene Kaltwalzindustrie, die noch heute der bestimmende Industriezweig im Raum Hohenlimburg ist. Das damals in Oege gegründete Weißblechwalzwerk von Hermann Diedrich Piepenstock war das erste seiner Art in Westfalen.
1801 hatte Limburg den Status einer Minderstadt erhalten und galt seither als Titularstadt. 1827 war Limburg eine stimmberechtigte Stadt im Märkischen Wahlbezirk. Doch die Verleihung der vollen Stadtrechte gemäß der preußischen Städteordnung von 1831 lehnte die Bezirksregierung in Arnsberg aufgrund der „unübersichtlichen Finanzlage“ der Gemeinde 1835 ab.
Während der Revolution 1848/1849 entstanden in Limburg politische Vereine. Eine freie, unzensierte Presse erschien, das bürgerliche Leben entwickelte sich. Im Mai 1849 wurde in Limburg ein Sicherheitsausschuss gebildet und die vier Schlosskanonen nach Iserlohn geschafft. Nach der blutigen Niederschlagung des Iserlohner Aufstandes am 17. Mai 1849 kehrten die Kanonen drei Jahre später auf das Schloss zurück.
Seit 1841 war Limburg Sitz der Amtsverwaltung für das gleichnamige Amt, das die Landgemeinden Limburg, Elsey, Letmathe und Östrich umfasste. Im Jahr 1879 wurde der Name der Gemeinde Limburg auf Grund eines preußischen Landeserlasses in Hohenlimburg geändert, um Verwechselungen mit Limburg an der Lahn auszuschließen.

### 20. Jahrhundert

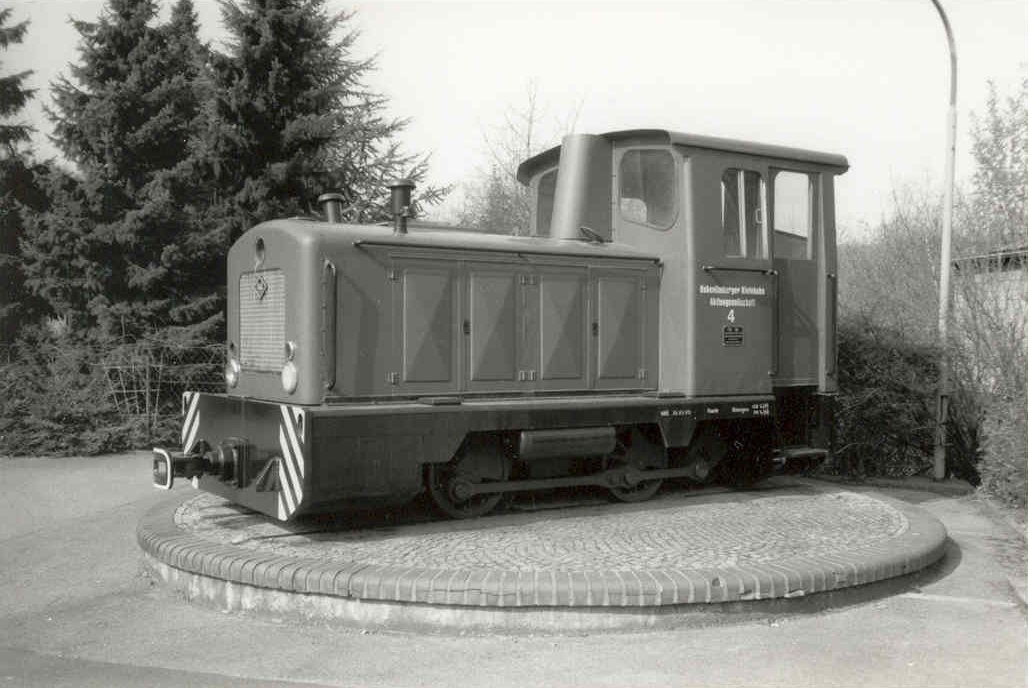
Eine Lokomotive der ehemaligen Hohenlimburger Kleinbahn, aufgestellt in Hohenlimburg an der Ludwigstraße

Am 1. April 1902 wurde Elsey eingemeindet. Am 1. April 1903 erhielt Hohenlimburg die Stadtrechte nach der preußischen Städteordnung von 1856. Bis 1914 entwickelte sich in der Stadt ein reges bürgerschaftliches Leben. Industrie und Wirtschaft blühten auf. Um 1900 war Hohenlimburg eine aufstrebende Kommune, die vor Ausbruch des Ersten Weltkriegs zu den leistungsfähigsten Wirtschaftsstandorten im Bereich des rheinisch-westfälischen Industriegebiets zählte. In diesem Zeitraum erhielt die Stadt mit der Hohenlimburger Kleinbahn eine Eisenbahnstrecke in das von der Stahlindustrie geprägte Nahmertal.
Der Erste Weltkrieg beendete diese positive Entwicklung; in der Weimarer Republik wurde auch Hohenlimburg durch Inflation, politische Auseinandersetzungen und Arbeitslosigkeit geprägt. Nach 1925 gewann die NSDAP in Hohenlimburg immer mehr an Bedeutung.

#### Stadtteile der früheren Stadt Hohenlimburg
Die Stadt Hohenlimburg bestand damals aus folgenden Stadtteilen: Hohenlimburg, Elsey, Nahmer, Wesselbach, Oege, Reh und Henkhausen.

#### Stadtteile des heutigen Stadtbezirks Hagen-Hohenlimburg

Karte des Hagener Stadtbezirks Hohenlimburg, bestehend aus den „statistischen Bezirken“ Hohenlimburg und Lennetal. Im allgemeinen Sprachgebrauch ist mit „Hohenlimburg“ der gleichnamige statistische Bezirk gemeint.

Der heutige Stadtbezirk Hagen-Hohenlimburg umfasst alle Ortsteile der früheren Stadt Hohenlimburg sowie die Stadtteile Berchum, Halden, Herbeck und Holthausen.

#### Nationalsozialismus 1933–1945
Im Nationalsozialismus war Hohenlimburg eine regionale „Hochburg“ der NSDAP. In der Stadt gab es – umgerechnet auf die Bevölkerungszahl – mehr Träger des „Goldenen Parteiabzeichens“ als in vielen Großstädten. Der Ortsgruppenleiter war nach dem Tod des langjährigen Vereinsgründers Hermann Esser († 1935) in Personalunion auch Vorsitzender des „Vereins für Orts- und Heimatkunde“.
Aus dem Vereinsregister wurden die jüdischen Mitglieder, die teilweise seit der Gründung 1922 dem Heimatverein angehörten, bereits 1933 gestrichen, obwohl damals noch keine gesetzliche Notwendigkeit für den Vereinsausschluss bestand. Ein führendes Mitglied des Heimatvereins, das nach 1945 durch den Vorstand hoch geehrt wurde, denunzierte 1941 den jüdischen Metzger Albert Koppel, der daraufhin in Hagen wegen sog. „Rassenschande“ zu einer Zuchthausstrafe verurteilt und wenig später in Auschwitz ermordet wurde.

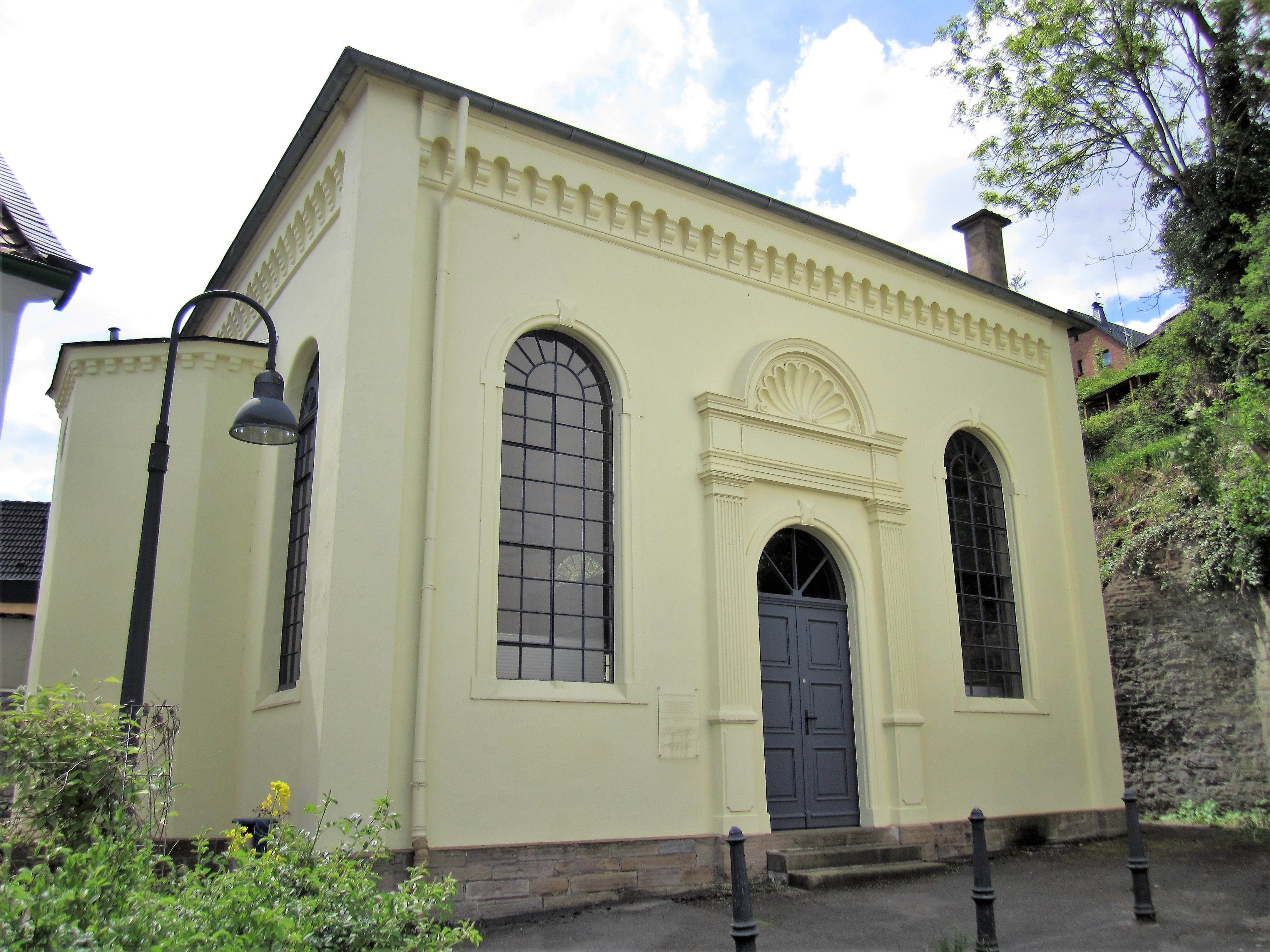
Alte Synagoge in Hohenlimburg

Das Novemberpogrom fand in Hohenlimburg bei Tageslicht am 10. November stand. 1942 wurden die letzten in Hohenlimburg wohnhaften Juden deportiert; sie wurden in Konzentrationslagern ermordet. Die Alte Synagoge Hohenlimburg „überlebte“ den Nationalsozialismus und den Zweiten Weltkrieg; heute ist sie eine Mahn- und Gedenkstätte der Stadt Hagen. Zahlreiche Gegenstände, die aus der Synagoge und jüdischen Privateigentum stammten bzw. gestohlen und geplündert wurden, kamen in den Besitz des Heimatmuseums.
Hohenlimburg wurde während des Zweiten Weltkriegs nur geringfügig durch Bombenangriffe zerstört. Die Rüstungsindustrie in Hohenlimburg spielte eine große Rolle für den Bau von Kampfpanzern – unter Walter Rohland, der mit dem Ruhrstab das Kriegsende in Hohenlimburg verbrachte – für die in den Federnwerken der Hoesch A.G. spezielle Fahrgestellfedern produziert wurden. Ende 1943 nahm die Stoffdruckerei Göcke & Sohn die Herstellung von Heck- und Ruderanlager für die Flugbombe Fieseler 103 (die spätere „Vergeltungswaffe“ V 1) auf. Für ihre Leistungsfähigkeit im V-Waffenprogramm erhielt Göcke & Sohn im Sommer 1944 eine Auszeichnung des Rüstungsministeriums. In Hohenlimburg wurden zwischen 1939 und 1945 rund 10.000 Zwangsarbeiter und Kriegsgefangene „eingesetzt“. Im Stadtteil Reh befand sich ein „Auffanglager“ der Hagener Gestapo, in dem nicht nur ausländische Zwangsarbeiter, sondern im Sommer und Herbst 1944 auch deutsche Regimegegner inhaftiert wurden.
Im April 1945 kam es zu Kämpfen zwischen deutschen und US-Truppen. Die große Lennebrücke und die Eisenbahnbrücke in Oege wurden von deutschen Pionieren gesprengt. Der seit 1937 amtierende nationalsozialistische Bürgermeister Friedrich Pott erschoss sich und seine Familie. Insgesamt fanden vom 14. bis zum 16. April 1945 bei den Häuserkämpfen und durch Artilleriebeschuss mindestens 33 Zivilisten und acht deutsche Soldaten im Stadtzentrum von Hohenlimburg den Tod.
Quellen, Fotografien und Literatur zur NS-Zeit in Hohenlimburg werden in den Beständen des Stadtarchivs im Historischen Centrum Hagen verwahrt und sind dort im Rahmen der archivrechtlichen Bestimmungen einsehbar.

#### Nachkriegszeit bis Gegenwart

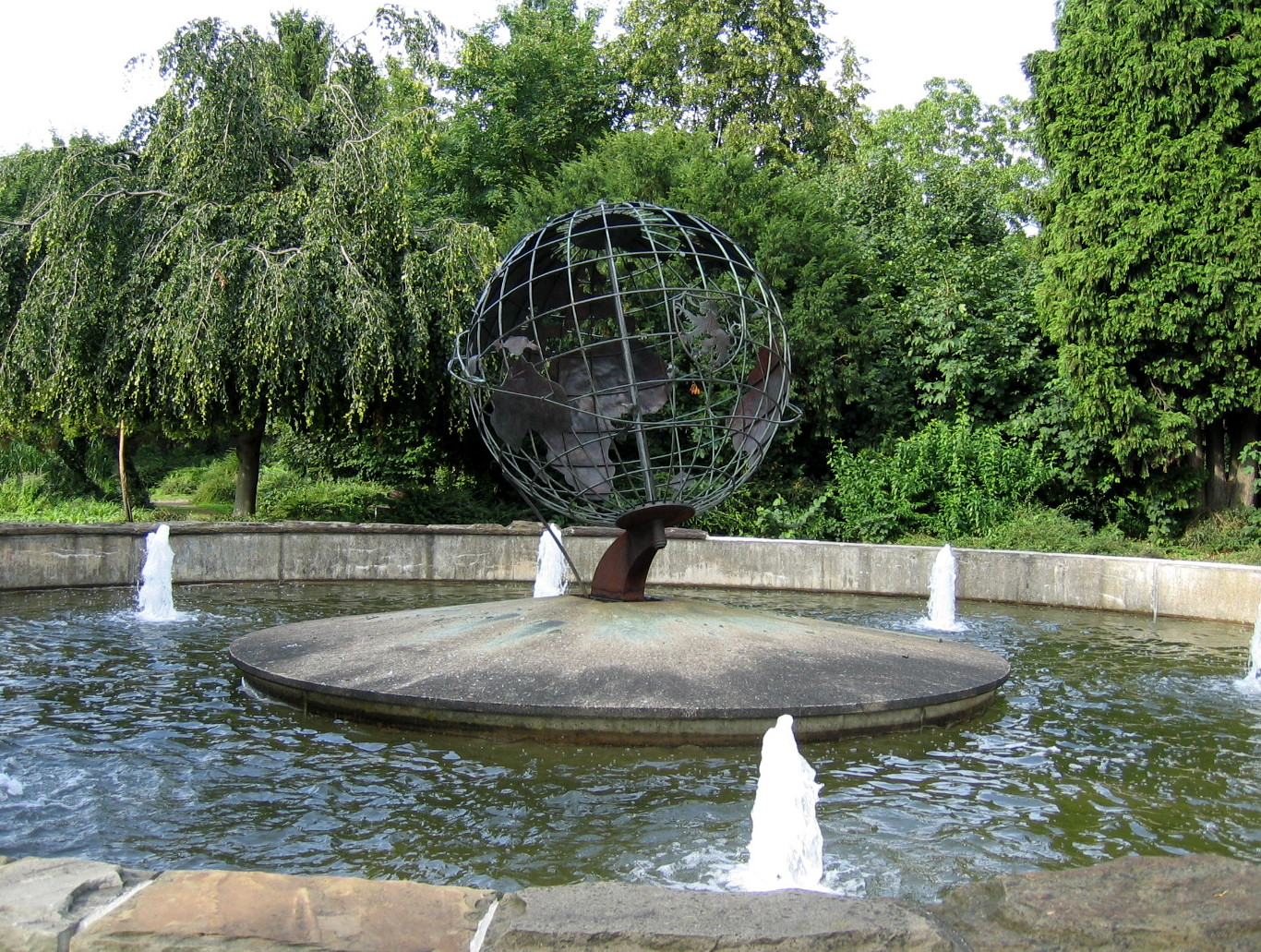
Brunnen am Mahnmal Elsey

In der Nachkriegszeit profitierte die Hohenlimburger Industrie vom Wiederaufbau und der Motorisierung. Vor allem die Kaltwalzwerke, Hohenlimburg gilt als die Wiege des Kaltwalzens, aber auch die Stoffdruckerei Göcke & Sohn, die weltweit aktiv war, erlebten einen Aufschwung, der bis Ende der 1960er Jahre anhielt. Anschließend machte sich die Verschlechterung der wirtschaftlichen Lage bemerkbar – 1972 musste das Unternehmen Göcke & Sohn schließen. Umfangreiche Quellen-, Foto- und Exponatbestände der Firma Göcke & Sohn verwahrt das Historische Centrum Hagen.
Durch die letzte Gebietsreform in Nordrhein-Westfalen wurde die Stadt Hohenlimburg am 1. Januar 1975 in die Großstadt Hagen eingemeindet. Zu dieser Zeit hatte Hohenlimburg den Großteil seiner in den 1950er/1960er Jahren noch vorhandenen Wirtschaftskraft durch die Strukturkrise bereits längst eingebüßt. Zum Beispiel war die Verschuldung Hohenlimburgs zwischen 1970 und 1974 um 1270 Prozent angestiegen. Im gleichen Zeitraum stieg die Pro-Kopf-Verschuldung in Hagen und Iserlohn nur um 136 bzw. 127 Prozent. Hintergrund war die drohende Eingemeindung nach Hagen. Die Stadtväter versuchten diese durch eine starke Verschuldung zu verhindern. Diese Vermutung, die in Hohenlimburg kursiert, ist jedoch durch keine historische Quelle belegt. Im Gegenteil: Vielmehr war es die Wirtschafts- und Strukturkrise ab 1970, die zu der Verschuldung geführt hatte. Dies betont mehrfach auch der Stadtdirektor von Hohenlimburg in den Jahren von 1971 bis 1974 gegenüber dem nordrhein-westfälischen Finanzministerium (Der Schriftverkehr befindet sich im Stadtarchiv Hagen und im Hauptstaatsarchiv Düsseldorf).
Die Stadt Hohenlimburg wurde seit 1965 vom Innenministerium des Landes Nordrhein-Westfalen mehrfach gemahnt, im Stadtgebiet die Infrastruktur und die kommunalen Betriebe weiter auszubauen. Auf der anderen Seite wurden zum Beispiel 1972 durch die Stadt Hohenlimburg zweckgebundene Fördermittel in großer Höhe nicht beantragt und verfielen deshalb. In einem internen Schreiben erklärte der Kämmerer der Stadt Hohenlimburg 1973 dem NRW-Innenministerium den bevorstehenden finanziellen Bankrott der Gemeinde. Auf der anderen Seite fehlten geeignete Gewerbeflächen, um neue Wirtschaftsbetriebe anzusiedeln oder den vorhandenen Betrieben weitere Flächen für Erweiterungen anzubieten. Dies stelle eine Kommission des Wirtschaftsministeriums 1973 fest und wurde auch in Schreiben der Stadt Hohenlimburg an die Landesregierung immer wieder herausgestellt.
Heute ist die wirtschaftliche Lage in Hohenlimburg sehr schwierig geworden, da große Firmen, wie Krupp und Hoesch, ihre Produktion rapide zurückgefahren haben, was zu Arbeitslosigkeit geführt hat. Nach der Zusammenlegung von Krupp und Hoesch zu ThyssenKrupp wurden vier Kruppwerke komplett geschlossen und auch Hoesch (selbst 1992 von Krupp übernommen) gibt es nur noch mit zwei Produktionsstätten. Lediglich die Kaltwalzindustrie und die Federnherstellung stellen immer noch einigermaßen potente Wirtschaftszweige dar. Neben Blechen für die Automobilindustrie waren auch die „Schattenmasken“ für Bildröhren in Fernsehgeräten und Monitoren bekannte Produkte der Kaltwalzwerke.

## Bevölkerungsstatistik
Am 31. Dezember 2024 lebten 24.028 Einwohner in Hohenlimburg (ohne Lennetal).
Strukturdaten der Bevölkerung in Hohenlimburg (2024):
- Bevölkerungsanteil der unter 20-Jährigen: 17,7 % (Hagener Durchschnitt: 20,5 %)[10]
- Bevölkerungsanteil der mindestens 60-Jährigen: 33,2 % (Hagener Durchschnitt: 29,0 %)[11]
- Ausländeranteil: 16,2 % (Hagener Durchschnitt: 24,3 %)[12]

## Ansässige Unternehmen

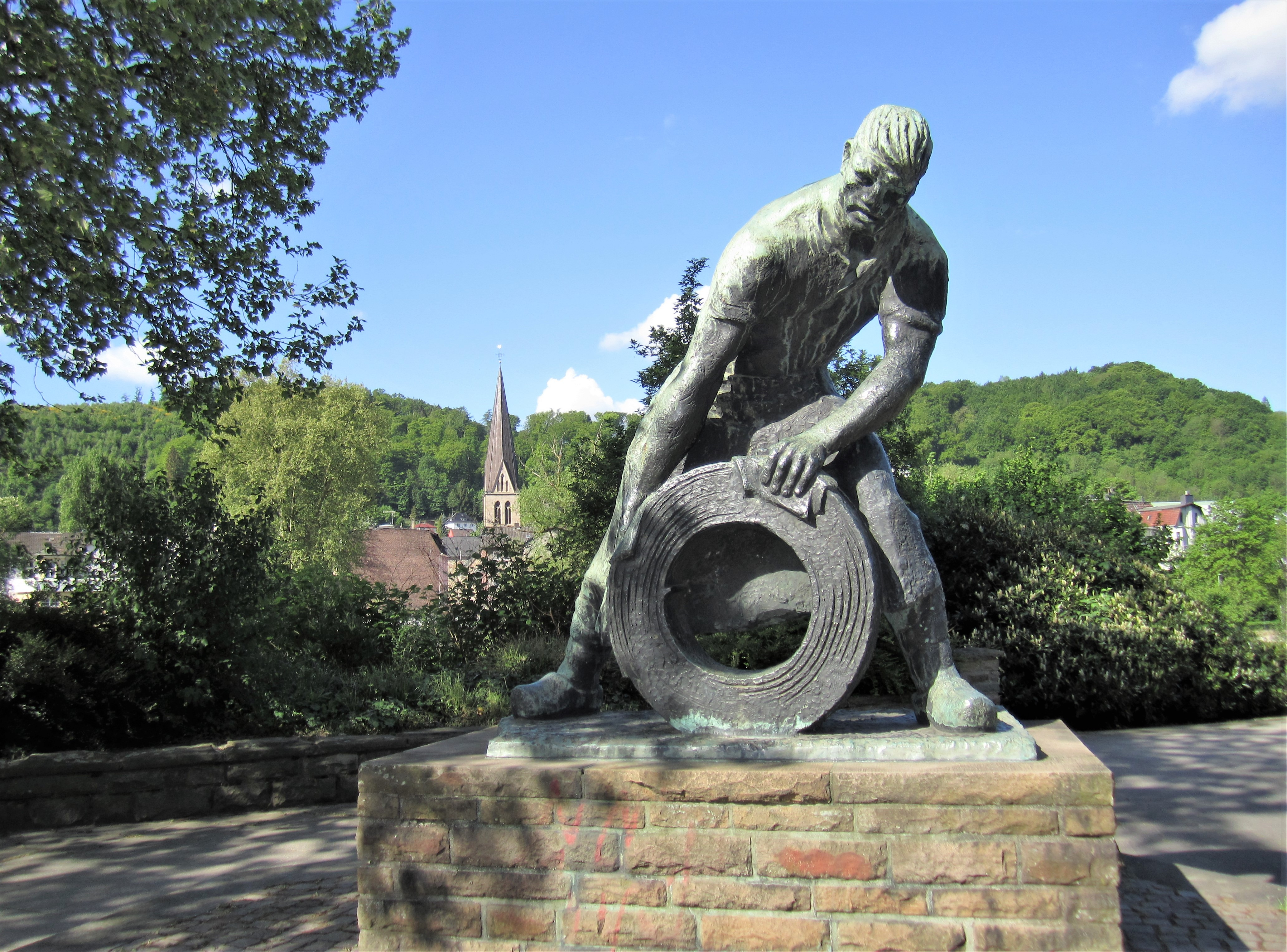
Kaltwalzerdenkmal Stennertbrücke

- Bilstein Gruppe (Kaltbandhersteller)
- Bernhard Boecker Kaltwalzwerk, Draht- u. Metallwarenfabrik GmbH & Co.
- Cosi Stahllogistik (Logistikunternehmen)
- Heermann GmbH (Draht-Isolierwerk)
- Hesse GmbH & Co. Stahlservice (Bandstahlbearbeiter)
- HKW Hohenlimburger Kalkwerke GmbH (Kalksteinprodukte)
- Hohenlimburger Bauverein e. G. (Wohnungsgenossenschaft)
- Huesecken Wire GmbH (Kaltwalzwerk)
- Martin + Weissgerber Kaltband GmbH (Kaltbandhersteller)
- Wilhelm Löbke Federn GmbH (Federnhersteller)
- Platzmann Federn GmbH & Co. KG (Federnhersteller)
- thyssenkrupp Hohenlimburg (Bandstahlhersteller)
- ThyssenKrupp Federn und Stabilisatoren (Federnhersteller)
- VDF-Federn Gruppe (Federntechnik)
- Jörg Vogelsang GmbH & Co. KG (Spannstifthersteller)
- Waelzholz Gruppe (Kaltwalzwerk)

## Verkehr

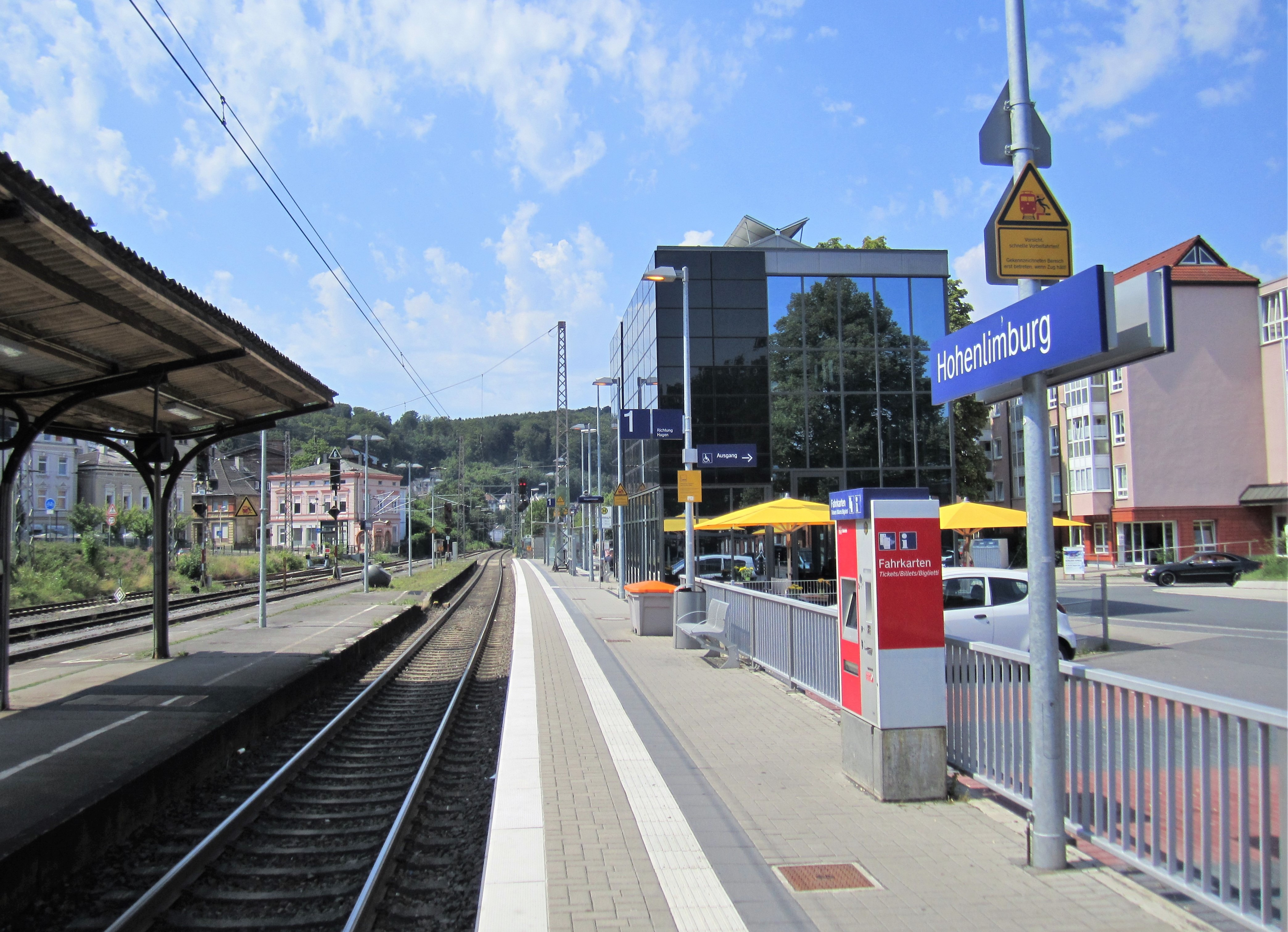
Bahnhof Hohenlimburg

Durch Hohenlimburg führen ein Teilstück der Bundesautobahn 46 von Hagen nach Hemer und die Bundesstraße 7. Zur A 46 bestehen zwei Anschlussstellen: Hagen-Hohenlimburg und Hagen-Elsey/Iserlohn-Letmathe-West, die nahe an der östlichen Stadtgrenze zu Iserlohn liegt.
Der Busverkehr in Hohenlimburg wird überwiegend von der Hagener Straßenbahn AG durchgeführt. Die Anbindung an das Hagener Stadtzentrum ist sehr eng. Sie erfolgt durch vier Buslinien, eine Schnellbuslinie sowie eine Nachtbuslinie. Direkte Verbindungen bestehen in die Hagener Stadtteile Vorhalle, Boele, Kabel, Altenhagen, Eilpe und Eckesey.
Außerdem wird Hohenlimburg von zwei Buslinien der Märkischen Verkehrsgesellschaft (MVG) angefahren. Sie stellen eine Verbindungen nach Iserlohn-Letmathe, Iserlohn, Hemer und teilweise auch Menden her. Zentraler Umsteigepunkt für alle Linien ist der Busbahnhof am Hohenlimburger Bahnhof.
Weitere Buslinien fahren nach Obernahmer und Wiblingwerde.
Der an der Ruhr-Sieg-Strecke gelegene Bahnhof befindet sich am Rande der Innenstadt. An ihm halten der Ruhr-Lenne-Express (RE 16) von Essen über Hagen nach Iserlohn sowie die Ruhr-Sieg-Bahn (RB 91) von Hagen nach Siegen und Iserlohn.

## Kultur und Freizeit

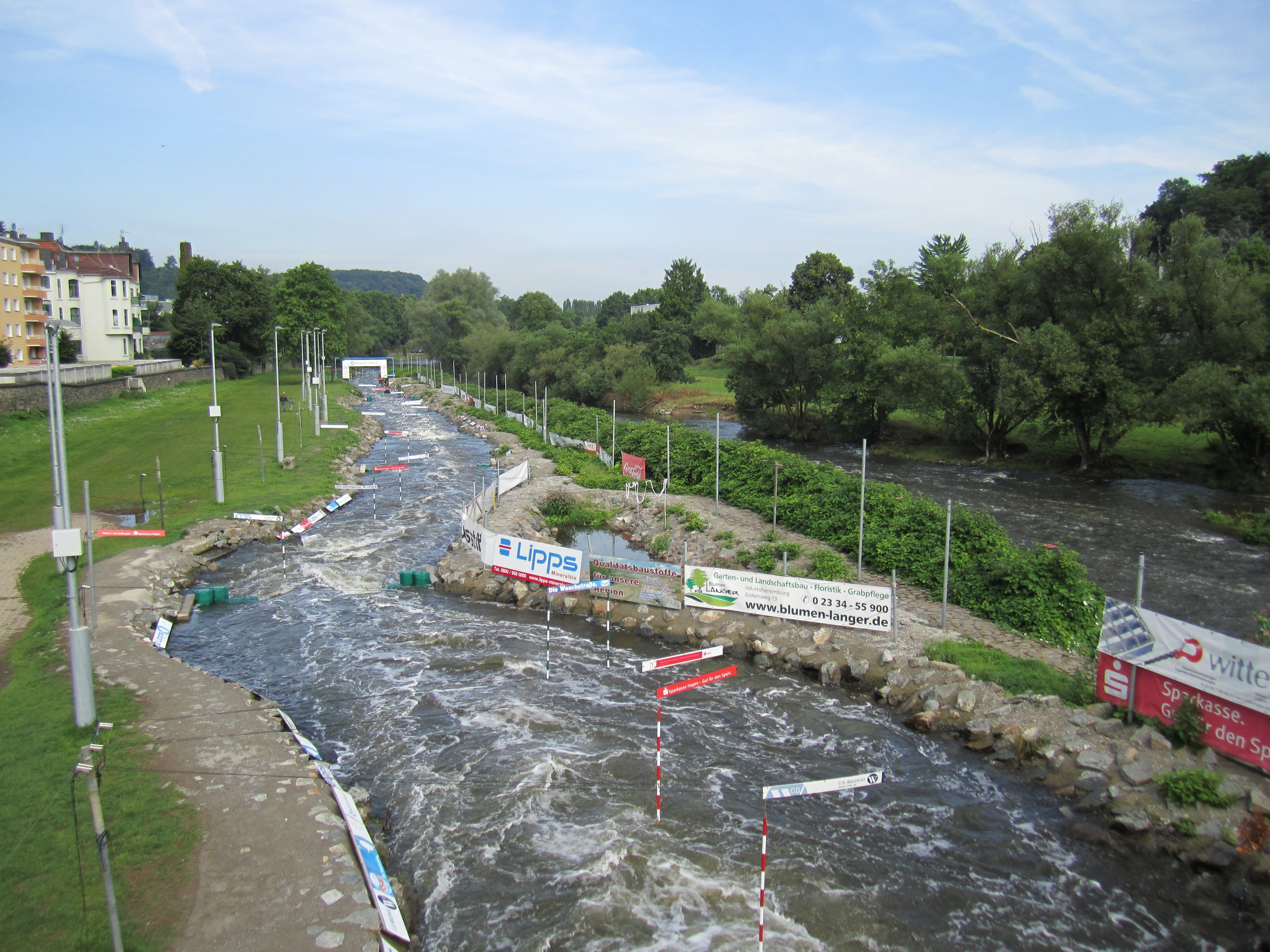
Wildwasserpark Hohenlimburg

- Hohenlimburger Schloss-Spiele auf Schloss Hohenlimburg (Sommermonat)
- Werkhof Kulturzentrum Hohenlimburg, Herrenstraße 17, ehem. Schlossbrauerei Hohenlimburg
- Theater unterm Schloss, Katakombe Werkhof Kulturzentrum
- Mummpitz Theater, Pfiffikus Theater, Theater Gruppe „Klamauk“ im Werkhof Kulturzentrum
- Wildwasserpark Hohenlimburg (Kanu-Slalom-Strecke mit Leistungszentrum), Freiheitstraße 1–3
- Richard-Römer-Lennebad, Im Klosterkamp 40
- Freibad Henkhausen, Hasselbachstraße 30
- LenneArena, Elseyer Straße 69, Sportarena für Indoor-Soccer, Beachvolleyball, Bubble-Ball
- Rundturnhalle Hohenlimburg, Königsberger Straße 1, Handballhalle
- Erich-Berlet-Stadion, Berliner Allee 54 (ca. 7500 Zuschauer)

## Politik
(Hagen-)Hohenlimburg war nach 1945 bis weit in die 1990er Jahre eine Hochburg der SPD, die dementsprechend stets die Bürgermeister bzw. Bezirksvorsteher stellte. Bei der Kommunalwahl 1999 wurde erstmals die CDU zur stärksten Partei. Der erste Bezirksvorsteher aus den Reihen der CDU war Hermann Hulvershorn, dessen Amtszeit von 1999 bis 2009 andauerte. Amtierender Bezirksbürgermeister seit November 2020 ist Jochen Eisermann (CDU).
Das Ergebnis der letzten Kommunalwahl 2014 zur Hohenlimburger Bezirksvertretung lautete:
| Partei / Wählergruppe   | Stimmen | Anteile in % | Sitze |
| ----------------------- | ------- | ------------ | ----- |
| CDU                     | 4.112   | 34,4         | 6     |
| SPD                     | 3.463   | 28,9         | 5     |
| Bürger für Hohenlimburg | 1.817   | 15,1         | 2     |
| Die Grünen/Bündnis 90   | 909     | 7,6          | 1     |
| FDP                     | 258     | 2,2          | -     |
| Hagen Aktiv             | 583     | 4,9          | 1     |
| Die Linke               | 353     | 2,9          | -     |
| Pro NRW                 | 332     | 2,8          | -     |
| Piraten                 | 162     | 1,4          | -     |

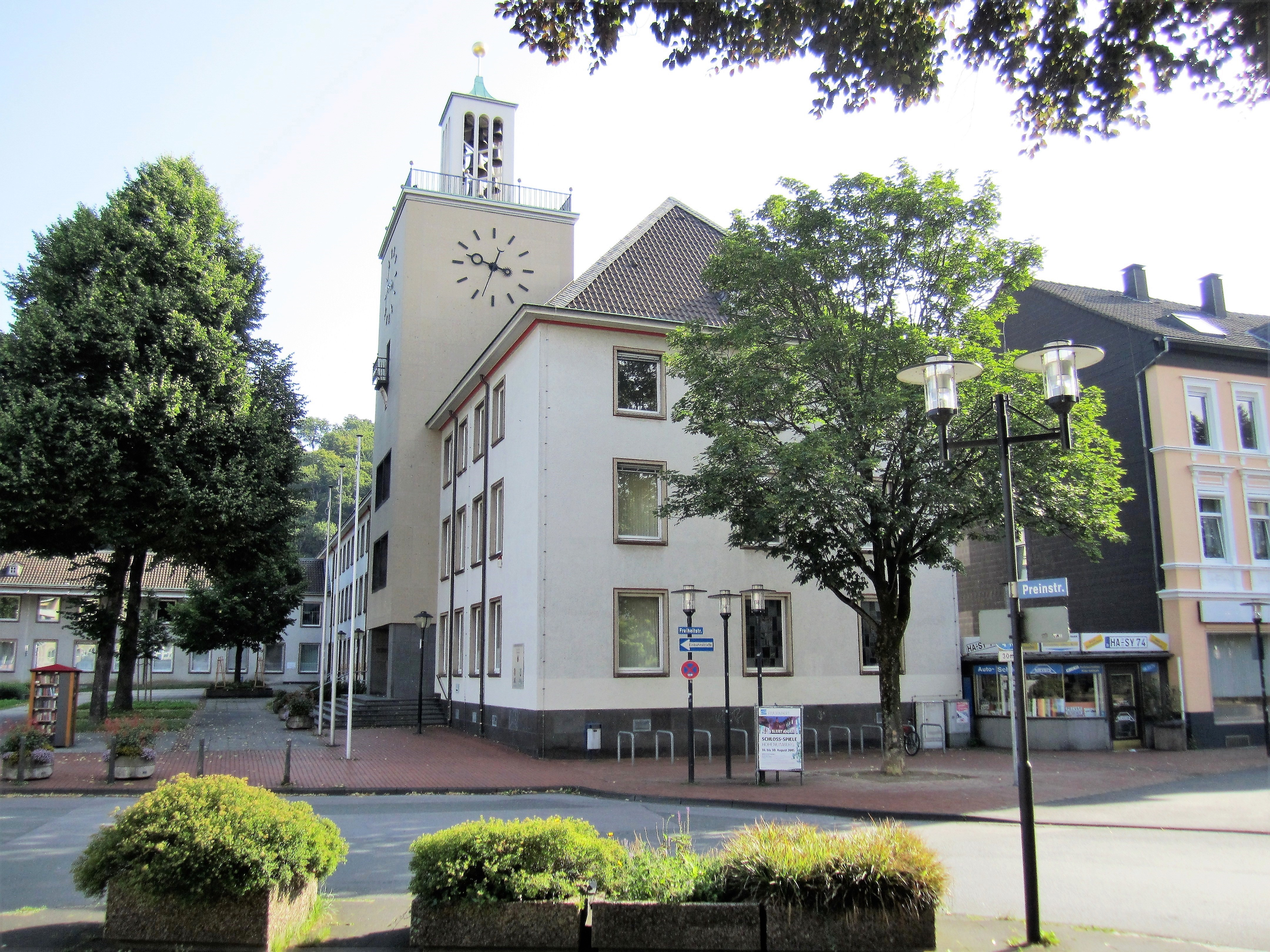
Hohenlimburger Rathaus, Freiheitstraße

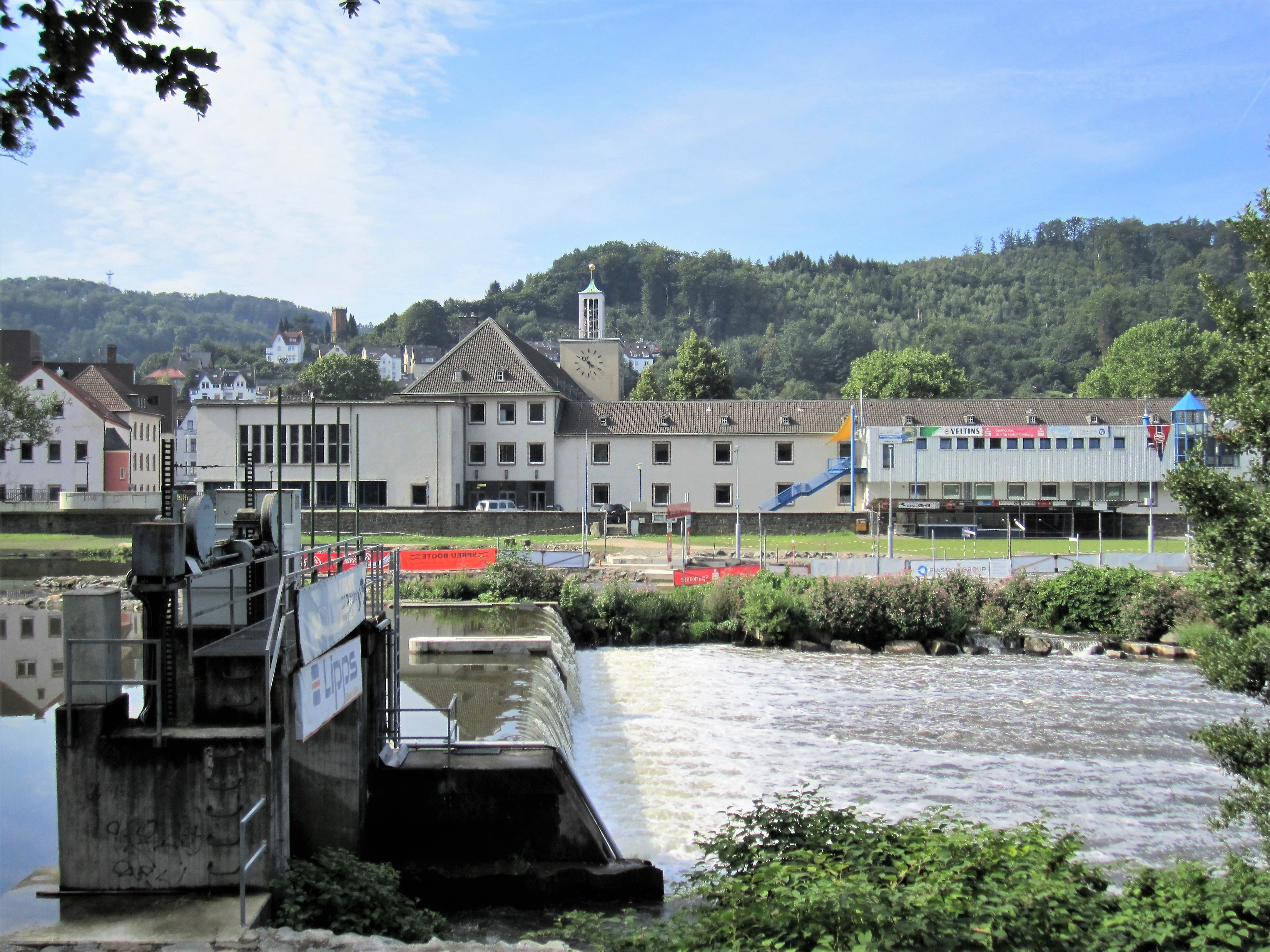
Hohenlimburger Rathaus, Lenneseite

Bürgermeister (bis 31. Dezember 1974):
- 1945–1953: Heinrich Lindenberg (SPD)
- 1953–1968: Paul Knapp (SPD)
- 1968–1974: Hermann Scheffler (SPD)

Bezirksvorsteher / Bezirksbürgermeister:
- 1975–1989: Marie Schumann (SPD)
- 1989–1993: Gerd Glod (SPD)
- 1993–1996: Roswitha Deichsel (SPD)
- 1996–1999: Klaus-Peter Kriegbaum (SPD)
- 1999–2009: Hermann Hulvershorn (CDU)
- 2009–2020: Hermann-Josef Voss (CDU)
- seit 2020: Jochen Eisermann (CDU)

## Söhne und Töchter

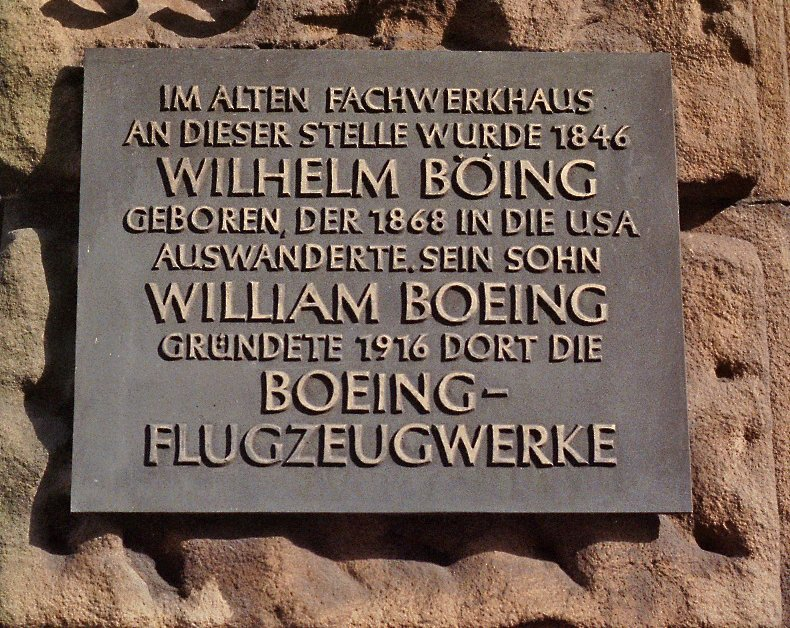
Gedenktafel für Wilhelm Böing

- Bernhard Asmuth, Germanist und Hochschullehrer, * 24. Dezember 1934 in Hohenlimburg
- Gertrud Bäumer, Schriftstellerin, Frauenrechtlerin, promovierte Sozialwissenschaftlerin (1904), * 12. September 1879 in Hohenlimburg; † 25. März 1953 in Gadderbaum bei Bielefeld
- Thomas Becker, Paläontologe (Professor an der Universität Münster seit 2001; zuvor Humboldt-Universität Berlin), * in Hohenlimburg
- Moritz Casimir I. von Bentheim-Tecklenburg, reg. Graf von Tecklenburg, Graf von Limburg und Herr zu Rheda
- Moritz Casimir II. von Bentheim-Tecklenburg, reg. Graf von Tecklenburg, Graf von Limburg und Herr zu Rheda
- Wilhelm Bleicher, deutscher Heimatkundler und Autor, Träger des Bundesverdienstkreuzes am Bande, * 5. März 1940 in Hohenlimburg; † 18. Januar 2016 in Iserlohn
- Bernhardine Blümel (geb. Wibbelt), Ärztin in Berlin und Bad Pyrmont, Mitbegründerin des Deutschen Ärztinnenbundes (1950; Kassenführerin 1950–1960), * 21. Dezember 1900 in Hohenlimburg; † 1990.
- Bernhard Boecker, Drahtzieher und Erfinder der Drahtweberei in Deutschland, * 15. Mai 1768 in Limburg a. d. Lenne; † 17. April 1847 ebenda
- Wilhelm Böing, wanderte 1868 von Limburg in die USA aus, dann Holzhändler in Detroit (USA), Vater von William Edward Boeing, Begründer der Boeing-Flugzeugwerke, * 3. Mai 1846 in Limburg a. d. Lenne; † 10. Januar 1890 in Detroit/USA
- Birgit Borris (geb. Sülberg), Juristin, ab 1996 in der sächsischen Justiz u. a. als Staatsanwältin tätig, 2002 Richterin und 2005 Vorsitzende Richterin am Landgericht Zwickau, 2016 Berufung zur Bundesrichterin am Bundesgerichtshof Karlsruhe, *26. Juli 1967 in Hohenlimburg
- Hermann Esser, Volksschulrektor, Heimatforscher (Hohenlimburg und Elsey, ein Beitrag zur westfälischen Orts- und Territorialgeschichte, Dortmund 1907), * 1876 in Bürenbruch bei Limburg a. d. Lenne; † 1935 in Hohenlimburg
- Riki von Falken, Tänzerin und Choreografin in Berlin, * 1954 in Hohenlimburg
- Alfred Fissmer, deutscher Kommunalpolitiker, Sohn einer Hohenlimburger Unternehmerfamilie,  Bürgermeister (ab 1919), Oberbürgermeister (1923–1945) und Ehrenbürger (1953) der Stadt Siegen, Träger des Großen Bundesverdienstkreuzes, * 27. April 1878 in Limburg a. d. Lenne; † 15. Dezember 1966 in Siegen
- Robert Grosse, deutscher Althistoriker, * 25. Dezember 1880 in Hohenlimburg; † 1968 in Hamburg
- Viola Hallman, war eine deutsche Unternehmerin in der Schwermetallbranche, * 8. Dezember 1944 in Hohenlimburg; † als Viola Christa von Hohenzollern am 22. Dezember 2012 in Atlantis/USA
- Johann Peter Hüsecken, Besitzer einer Drahtrolle, Fabrikant und Erfinder des Kaltwalzens, * 11. April 1768 in Limburg a. d. Lenne; † 30. Juli 1840 ebenda
- Hans Junius, deutscher Industrieller (C.D. Wälzholz), * 26. Mai 1888 in Neumünster; † 22. Januar 1968 in Hohenlimburg
- Jan Klare, Jazzmusiker und Komponist, * 1961 in Hohenlimburg
- Jörn Klare, Journalist und Buchautor, * 1965 in Hohenlimburg
- Friedrich Wilhelm Korff, Universitätsprofessor (Philosophie, Philosophisches Seminar der Universität Hannover), 1984 Hermann-Hesse-Preis; 1985 Niedersächsischer Künstlerpreis; 1985 Fellow am Wissenschaftskolleg Berlin, * 29. Dezember 1939 in Hohenlimburg
- Friedrich Linz, Lehrer und Mitglied des Deutschen Reichstags, * 29. Januar 1860 in Hohenlimburg; † 16. September 1937 in Wuppertal
- Wilhelm Ernst Graf von Lippe-Biesterfeld, direkter Vorfahre des heutigen niederländischen Königshauses, * 15. April 1777 in Limburg a. d. Lenne; † 8. Januar 1840 in Bayreuth

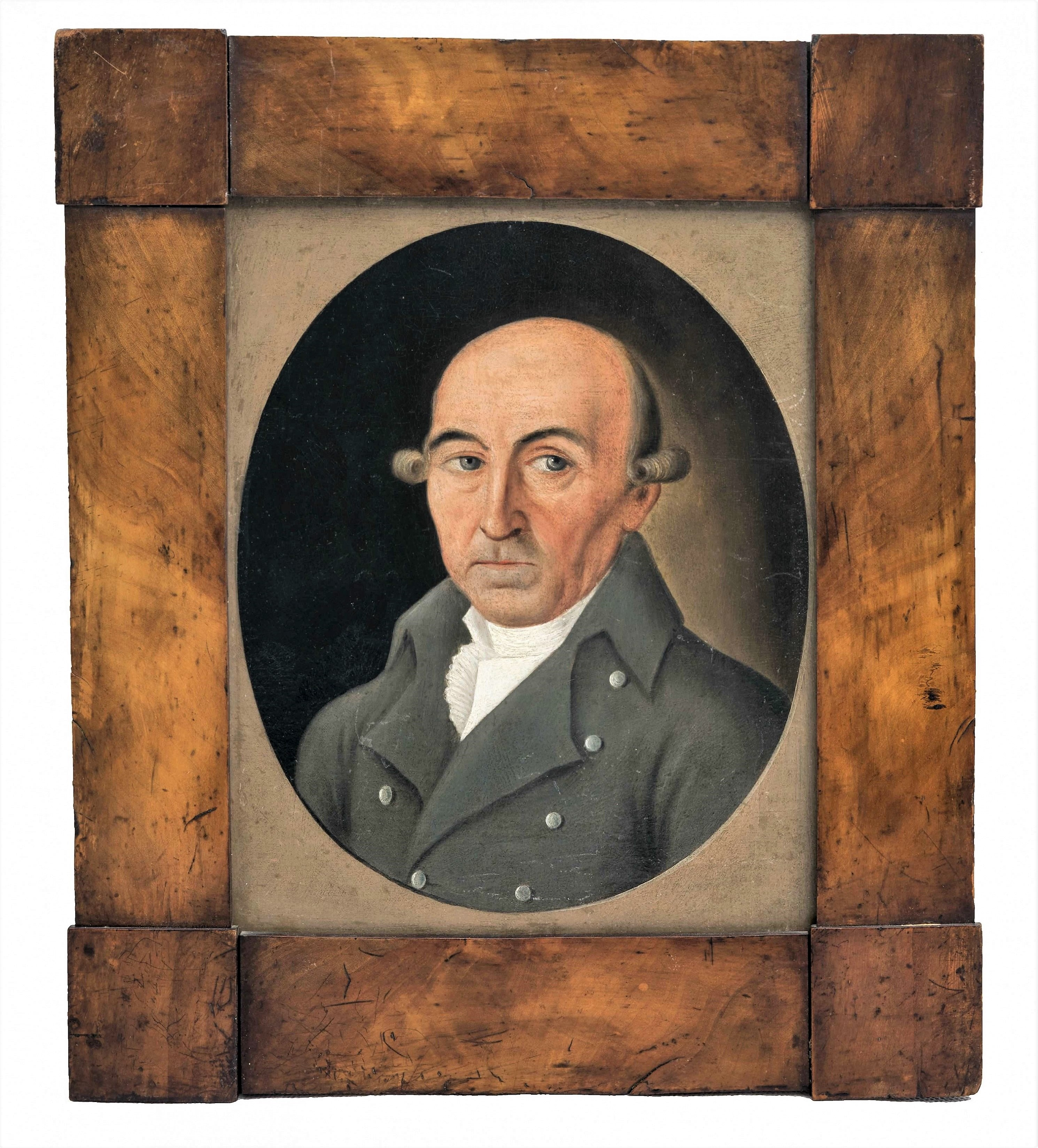
Johann Friedrich Möller [https://westfalen.museum-digital.de/index.php?t=objekt&oges=5745

- Johann Friedrich Möller, Historiker, Politiker und Theologe, genannt „Pfarrer von Elsey“, der mütterlicherseits aus der bekannten Unternehmerfamilie Harkort stammt, * 6. Dezember 1750 in Elsey; † 2. Dezember 1807 in Elsey
- Franz-Peter Montforts, Universitätsprofessor (Präparative Organische Chemie an der Universität Bremen), * 1948 in Hohenlimburg
- Anke Petermann, Germanistin, Romanistin, Hörfunkjournalistin
- Ludwig Polscher, evangelischer Geistlicher und Präses der Westfälischen Provinzialsynode, * 8. März 1820 in Limburg a. d. Lenne; † 17. Oktober 1909 in Unna
- Sandra Quellmann, Journalistin, Moderatorin WDR * November 1977.
- Hugo Ribbert, Pathologe und Hochschullehrer. Begründer (1901) des Standardwerks Lehrbuch der allgemeinen Pathologie und der pathologischen Anatomie, das mit 33 Auflagen fast 90 Jahre von namhaften Pathologen weitergeführt wurde und Generationen deutscher Medizinstudenten in das Fach Pathologie einführte, * 1. März 1855 in Elsey; † 6. November 1920 in Bonn
- Richard Römer, Soldat, wird als Vater der DLRG bezeichnet. Im Hohenlimburger Neubaugebiet Reher Heide ist eine Straße nach ihm benannt, * 21. Mai 1888 in Hohenlimburg; † 1929 in Kork bei Kehl am Rhein
- Tim Sund (* 1971), deutscher Jazzmusiker, * 4. März 1971 in Hohenlimburg
- Hans-Peter Uerpmann, Universitätsprofessor (Ur- und Frühgeschichte; Institut für Ur- und Frühgeschichte und Archäologie des Mittelalters der Universität Tübingen), einer der führenden Experten für Archäozoologie, * 31. Oktober 1941 in Hohenlimburg
- Fritz Witt, SS-Brigadeführer und Generalmajor der Waffen-SS im Zweiten Weltkrieg, * 27. Mai 1908 in Hohenlimburg; † 14. Juni 1944 in Venoix
- Hermann Zabel, Germanist (emeritierter Professor an der Technischen Universität Dortmund), Vorsitzender des Zweigvereins Dortmund der „Gesellschaft für Deutsche Sprache“ und Träger des Bundesverdienstkreuzes, * 29. Januar 1935 in Hagen, aufgewachsen in Hohenlimburg; † 16. Januar 2020

## Wappen
Das Wappen der Stadt Hohenlimburg entspricht weitestgehend dem der Grafen und Grafschaft Limburg (der Löwe der Grafschaft ist jedoch doppelschwänzig; siehe auch Wappen des Kreises Iserlohn). Es ist wie folgt beschrieben: Ein roter, blau bewehrter, stehender, Löwe auf weißen (silbernen) Schild.

## Städtepartnerschaften
Hohenlimburg unterhielt mit folgenden Städten Städtepartnerschaften, die seit 1975 von Hagen weitergeführt werden:
- Liévin, Region Hauts-de-France (Frankreich), seit 1960[16]
- Bruck an der Mur in der Steiermark (Österreich), seit 1974[16]

### Geologie, Paläontologie und Archäologie
- Andreas May: Ein Korallen-Horizont im Unteren Bänderschiefer (höchstes Mittel-Devon) von Hohenlimburg-Elsey im Nordsauerland (Rheinisches Schiefergebirge). In: Berliner geowissenschaftliche Abhandlungen. E 18, 1996, S. 209–241.
- Doris Heidelberger, Lutz Koch: Gastropoda from the Givetian „Massenkalk“ of Schwelm and Hohenlimburg (Sauerland, Rheinisches Schiefergebirge, Germany). (= Geologica et Palaeontologica. Sonderband 4). Marburg 2005, ISBN 3-8185-0406-7.
- Lutz Koch: Massenkalkfossilien aus dem westfälischen Devon. (= Westfalen im Bild, eine Bildmediensammlung zur westfälischen Landeskunde. Paläontologie in Westfalen. 2). Münster 1986, DNB 860902226.
- Lutz Koch: Eisen-Stromatolithen auch im Massenkalk von Hohenlimburg-Oege. In: Hohenlimburger Heimatblätter. 52, 1991, S. 1–5.

### Zur Geschichte Hohenlimburgs
- Heike Abberger: Johann Friedrich Möller (1750–1806). Ein Überblick über Leben und Werk des „Pfarrers von Elsey“ an der Wende vom 18. zum 19. Jahrhundert. In: Jahrbuch des Vereins für Orts- und Heimatkunde in der Grafschaft Mark. 93/93 1997, S. 185–203.
- Ralf Blank, Stephanie Marra, Gerhard E. Sollbach: Hagen. Geschichte einer Großstadt und ihrer Region. Klartext Verlag Essen 2008, ISBN 978-3-89861-893-9.
- Ralf Blank: „Wer dort vorübergeht, der schaue hinauf und segne sein Andenken“. Johann Friedrich Möller (1750–1807) und das regionalhistorische Gedächtnis. In: Beate Hobein, Dietmar Osses (Hrsg.): „Bis in die fernste, fernste Zeit …“. Hagen und seine Denkmäler. (= Hagener Stadtgeschichte(n). Band 6). Hagen 1996, S. 31–42.
- Wilhelm Bleicher: 750 Jahre Hohenlimburg, Hagen 1979. (Stellenweise unrichtige und fehlerhafte Angaben, siehe die Korrekturen u. a. bei Klueting 1995)
- Fritz Emde (Zusammenstellung und Gestaltung): Hohenlimburg – Industriestadt im Kranz grüner Wälder, Druck und Verlag P. A. Santz Altena, 1961.
- Hermann Esser: Hohenlimburg. Dortmund 1907. (Stellenweise unrichtige und fehlerhafte Angaben, siehe die Korrekturen u. a. bei Klueting 1995)
- Widbert Felka: Wertvolle Kulisse zwischen Lennebrücke und Schloss – Vor 50 Jahren entstand das Hohenlimburger Rathaus. In: Heimatblätter für Hohenlimburg. H. 6, 2005.
- Harm Klueting: Politik, Wirtschaft und Gesellschaft in der Grafschaft Limburg (Ausstellungskatalog der Dresdner Bank AG). Hagen 1980.
- Harm Klueting: „Daß sie ein Abspliß von der Grafschaft Mark ist, daran ist kein Zweifel“. Die Grafschaft Limburg vom 13. bis zum 19. Jahrhundert. In: Jahrbuch des Vereins für Orts- und Heimatkunde in der Grafschaft Mark. 93/93 1995, S. 63–126.
- Harm Klueting: Das alteuropäische Zeitalter und die Grafschaft Limburg in Westfalen. In: Der Märker. 30 1981, S. 67–73.
- Harm Klueting: Die Polizeiordnungen und der Polizeistaat des Ancien régime in der Grafschaft Limburg und der Herrschaft Rheda. In: Hohenlimburger Heimatblätter. 39 1978, S. 49–81.
- Harm Klueting: Ständewesen und Ständevertretungen in der westfälischen Grafschaft Limburg im 17. und 18. Jahrhundert. Ein Beitrag zur territorialen Verfassungsgeschichte Deutschlands in der Frühneuzeit. In: Beiträge zur Geschichte Dortmunds und der Grafschaft Mark. 70, 1976, S. 109–201.
- Edeltraut Klueting: Das (freiweltliche) adelige Damenstift Elsey. Geschichte, Verfassung und Grundherrschaft in Spätmittelalter und Frühneuzeit. (= Altenaer Beiträge. 14). Altena 1980.
- Andreas Korthals: Die Raffenburg. Eine fast vergessene westfälische Höhenburg. In: Jahrbuch des Vereins für Orts- und Heimatkunde in der Grafschaft Mark. 98, 1998, S. 67–83.
- Wilfried Reininghaus: Die historischen Arbeiten des Elseyer Pfarrers Johann Friedrich Möller. Ein Beitrag zur westfälischen Landesgeschichtsforschung um 1800. In: Westfälische Zeitschrift. 144, 1994, S. 135–165.
- Stephanie Marra: „Mit Hohenlimburg in Sorgen gewest …“. Lebenslauf und Regentschaft der Gräfin Johannetta Elisabeth zu Bentheim (1592–1654). In: Jahrbuch des Vereins für Orts- und Heimatkunde in der Grafschaft Mark. 99, 1999, S. 105–137.
- Stephanie Marra: Tod auf der Kirchmeß. Präsenz und Renitenz militärischer Truppen in der Grafschaft Limburg 1633–1636. In: Dietrich Thier (Hrsg.): Das Amt Wetter im Dreißigjährigen Krieg. Wetter 1998, S. 135–146.
- Stephanie Marra: „Das Rädern, Köpfen und Hencken, jedes vor eine Loisdor …“. Von Scharfrichtern und Abdeckern in der Grafschaft Limburg. In: Westfälische Zeitschrift. 151/152, 2001/2002, S. 243–256.
- Stephanie Marra: Gräfin Johannetta Elisabeth von Bentheim (1592–1654). Witwenherrschaft und Vormundschaftsregierung im Dreißigjährigen Krieg. In: Martina Schattkowsky (Hrsg.): Witwenschaft in der Frühen Neuzeit. Fürstliche und adlige Witwen zwischen Fremd- und Selbstbestimmung. (= Schriften zur Sächsischen Geschichte und Volkskunde. 6). Leipzig 2003, S. 227–248.
- Stephanie Marra: „Grafen von der Mark, Herzöge von Kleve-Mark“. und „Jülich-Kleve (Hof)“. In: Werner Paravicini (Hrsg.): Höfe und Residenzen im spätmittelalterlichen Reich. Sigmaringen 2004.
- Stephanie Marra: Grafen von Isenberg-Limburg (Stammlinie Isenberg-Limburg, Nebenlinien Broich und Styrum). In: Werner Paravicini (Hrsg.): Höfe und Residenzen im spätmittelalterlichen Reich. Grafen und Herren. (= Residenzenforschung. Band 15.IV, Teilbd. 1). Thorbecke, Ostfildern 2012, S. 698–704.
- Stephanie Marra: Allianzen des Adels. Dynastisches Handeln im Grafenhaus Bentheim im 16. und 17. Jahrhundert. Köln/Weimar/Wien 2007.
- Stephanie Marra: „Grafen von Tecklenburg“. „Grafen von Bentheim“. „Grafen von Limburg (Stammlinie Isenberg-Limburg, Nebenlinien Broich und Styrum)“ und „Grafen von Neuenahr“ In: Werner Paravicini (Hrsg.): Höfe und Residenzen im spätmittelalterlichen Reich. Grafen und Herren. Thorbecke Verlag, Ostfildern 2009.
- Stephanie Marra, Ralf Blank: Haupt-Synagogen-Gemeinde Hohenlimburg. In: Frank Göttmann, Karl Hengst, Franz-Josef Jakobi, Peter Johanek (Hrsg.): Historisches Handbuch der jüdischen Gemeinden und Gemeinschaften in Westfalen und Lippe. (= Veröffentlichungen der Historischen Kommission für Westfalen XLV: Quellen und Forschungen zur jüdischen Geschichte in Westfalen). Münster 2007.
- Gerhard E. Sollbach: Der gewaltsame Tod des Erzbischofs Engelbert I. von Köln am 7. November 1225. Ein mittelalterlicher Kriminalfall. In: Jahrbuch des Vereins für Ort- und Heimatkunde in der Grafschaft Mark. 93./94. Bd., 1995, S. 7–49.
- Andreas Zolper: „Die Aufregung steigt von Stunde zu Stunde“. Die Revolution 1848/49 in Hagen und Hohenlimburg. (= Hagener Stadtgeschichte(n). 8). Hagen 1999.
- Ralf Blank, Stephanie Marra, Gerhard E. Sollbach: Hagen. Geschichte einer Großstadt und ihrer Region. Essen 2008.
- Ralf Blank: Die Kriegsendphase an Rhein und Ruhr 1944/1945. In: Bernd-A. Rusinek (Hrsg.): Kriegsende 1945. Verbrechen, Katastrophen, Befreiungen in nationaler und internationaler Perspektive. (= Dachauer Symposien zur Zeitgeschichte. 4). Göttingen 2004.
- Ralf Blank: Kriegsendphase und „Heimatfront“ in Westfalen (Einleitender Beitrag für den Themenschwerpunkt „Kriegsende in Westfalen“, zum 75. Geburtstag von Hans Mommsen). In: Westfälische Forschungen. 55, 2005, S. 361–421.
- Walter Soennecken: Das Kriegsende und die erste Nachkriegszeit. Vom Blickpunkt unserer Heimatstadt aus gesehen. In: Heimatblätter für Hohenlimburg. 1955, S. 54 ff.
- Gerhard E. Sollbach, Ralf Blank (Hrsg.): Hagen – Kriegsjahre und Nachkriegszeit 1939–1948. (= Hagener Stadtgeschichte(n). 4). Hagen 1995.
- Gerhard E. Sollbach: Der Ruhrkessel und das Kriegsende im Raum Dortmund – Hagen im April 1945. In: Der Märker. 34, 1985, S. 47–56.
- Hermann Zabel (Hrsg.): Hohenlimburg unterm Hakenkreuz. Beiträge zur Geschichte einer Kleinstadt im Dritten Reich. Essen 1998.